# LOTポーランド航空
LOTポーランド航空（ロットポーランドこうくう、ポーランド語: Polskie Linie Lotnicze LOT S.A, 英語: LOT Polish Airlines）は、ポーランドの国際航空会社である。

## 概要

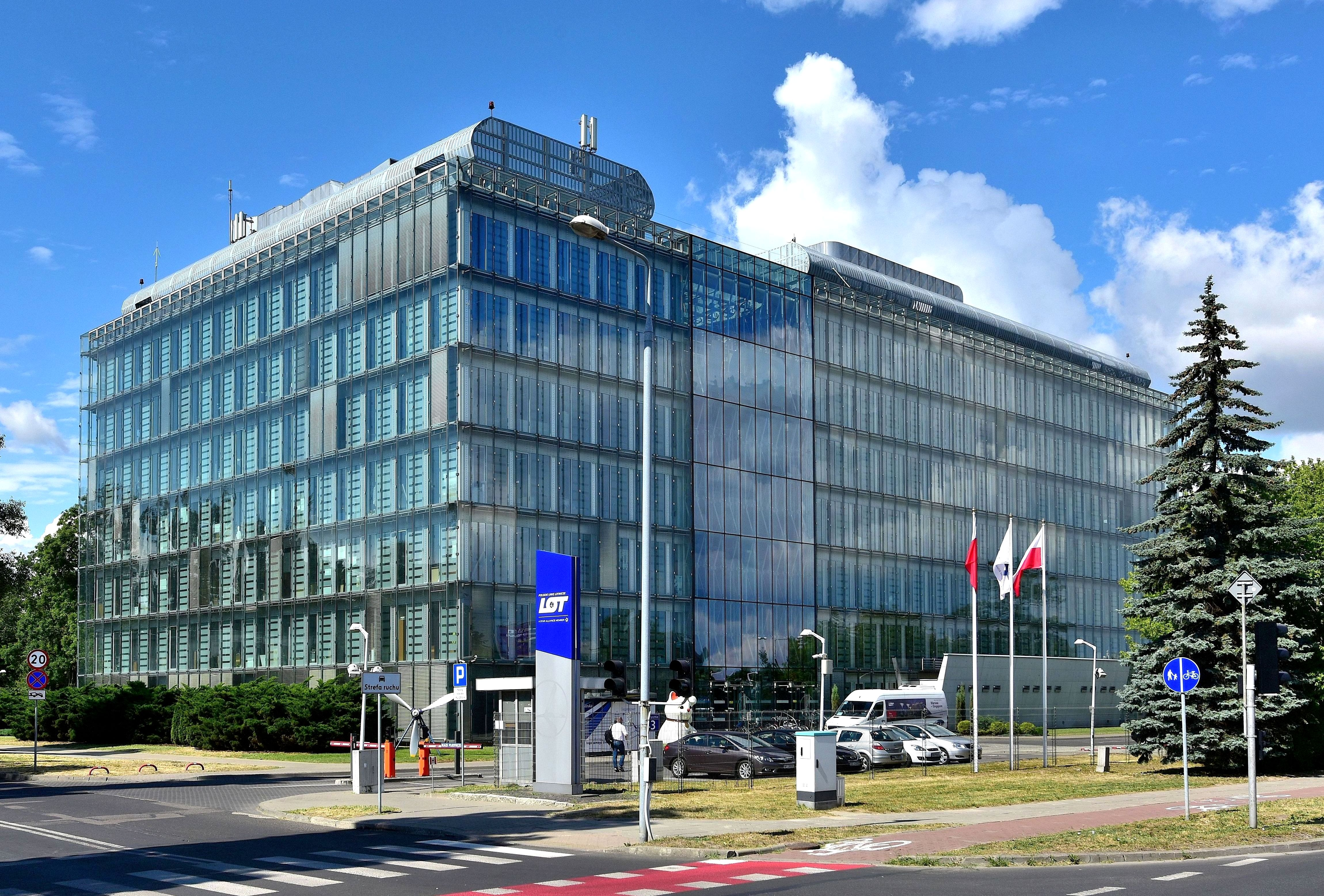
LOTポーランド航空本社

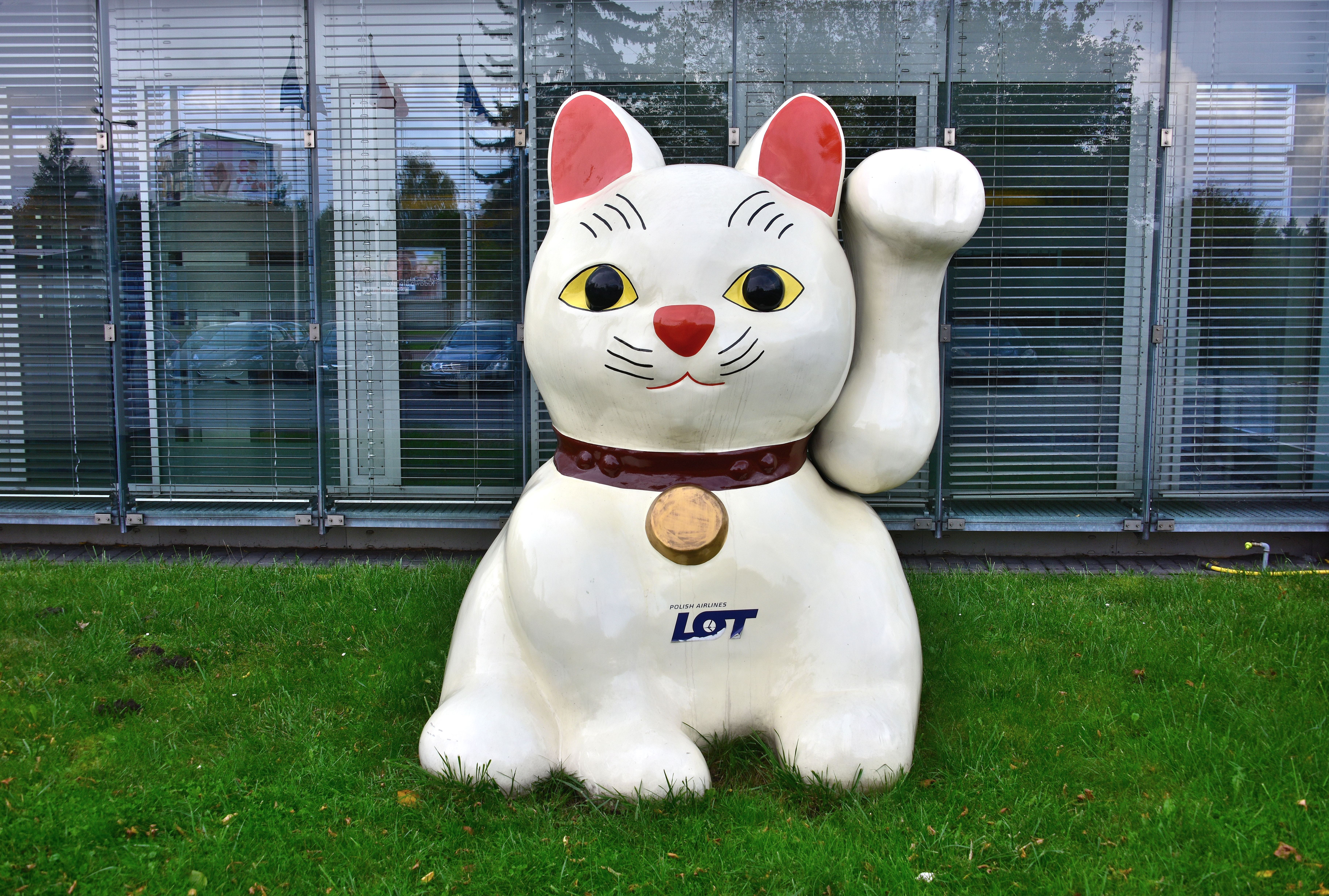
本社入口横にいるデカ招き猫

1929年に民間航空会社数社が合併し設立された。「LOT」はポーランド語で「航空（Flight）」の意味をもつ「lotnicze」の頭文字から取られている。かつてポーランド国有財産省が株式の99.82%を保有していたが、2023年1月31日時点では国有企業が69.30%、ポーランド航空グループが30.7%保有している。同国の「フラッグ・キャリア」である。
世界31カ国49都市に就航している。ワルシャワ・ショパン空港をメインハブ空港としている。
航空券の座席予約システム（CRS）は、アマデウスITグループが運営するアマデウスを利用している。

## 歴史
ポーランドの商業航空は1920年に始まった。1922年にはLOTの前身となったアエロロイド（Aerolloyd）社がワルシャワ、グダニスク、ルヴフ（現ウクライナ・リヴィウ）を結ぶ定期運航を開始し、その他数社がさまざま路線を開設した。これら私営航空会社各社は1928年に一旦解散され、それらの機材は12月29日に国営のLOTポーランド航空として再編成された。
ポーランド航空は、1929年1月1日に初の定期運航を開始した。最初の航空機はユンカース F.13 およびフォッカー F.VIIであった。
1930年にIATAに加盟し、この年の4月1日から国際線の運航を始める。1931年、コウノトリとgrowskiをモチーフとしたエンブレムが公式に使われることとなった。第二次世界大戦中は格納庫や空港ビルの多くが破壊されたため、保有旅客機や従業員をルーマニアに避難させた。
1945年、第二次世界大戦が終結し、運航が再開された。現在のLOTポーランド航空の前身になる国内航空会社Z.o.oは当時自由な経営ができない状態であったため、「LOTポーランド航空の翼は復興に役に立つ」というスローガンで様々なポスターを打ち出した。
1949年には第二次世界大戦前に運航中止になった路線を再開した。
1955年にはヨーロッパ以外にも路線を拡大した。
その後、ポーランドはソ連側陣営だったため、東側陣営のツポレフやイリューシンを多く使用した。
1978年には、2人のデザイナーによって、現在のロゴが描かれた。
2003年10月、スターアライアンスの16番目の会員として加盟する。このスターアライアンス加盟を機にルフトハンザ航空のプログラムである「Miles & More」に統合された。
2012年12月14日より、ボーイング787-8型機の初号機（機体番号 : SP-LRA）がワルシャワ-プラハ線で就航を始めた。受領が進み次第、順次、ロンドン・フランクフルト・ハノーファー・ミュンヘン・キエフ・ウィーン・ブダペスト・ブリュッセルのヨーロッパ9路線に投入予定である。
2013年1月16日、ワルシャワ-シカゴ線は同社大西洋路線でボーイング787-8型機就航当日に同型機運航停止となったため、同社保有同型機1機はシカゴ到着後に運航停止、しばらく留め置きとなった。
2013年、経営危機からEUなどの承認を受けてポーランド政府から8億400万ズウォティ（約251億1000万円）の公的支援を受け、経営再建を図ることになった。そのため、12路線が運休となり、さらに2015年12月31日までは人材や機材、コストを削減する事業再構築期間で、新路線などへの投資を制限されていた。
2015年6月19日、路線開設規制の解除を機にアジア路線を強化すると公式発表し、東京、ソウル、バンコク、香港などへの就航意欲を見せた。
2018年5月15日、ワルシャワ-シンガポール線の運航を開始した。同路線はLOT最長路線である。
2019年9月、ブダペストのリスト・フェレンツ国際空港を拠点化し、ソウル、クラクフ、ロンドンシティ、ブカレスト、ブリュッセル、シュトゥットガルト、プラハ、ベオグラード、ソフィア、ニューヨーク、シカゴに就航させる予定である。

## 機材
LOTポーランド航空が発注したボーイング機のカスタマーコードは5Dで、737-85D、767-35DERなどとなる。

ポーランドは旧東側陣営だったため、社会主義政権時代はIl-62やTu-134などのソ連製の機体を使用していた。

2012年11月11日に、ヨーロッパの航空会社では初となるボーイング787（機体番号：SP-LRA）が納入された。

2025年6月、パリ航空ショーにてエアバスA220を発注。エアバス機を発注するのはこれが初めてとなる。

### 運用機材
| 機材                 | 運用数 | 発注数 | 座席数 | 座席数 | 座席数 | 座席数 | 備考                               |
| 機材                 | 運用数 | 発注数 | C      | W      | Y      | 計     | 備考                               |
| -------------------- | ------ | ------ | ------ | ------ | ------ | ------ | ---------------------------------- |
| エアバスA220-100     | -      | 20     | 未定   | 未定   | 未定   | 未定   | 44機のオプション付き               |
| エアバスA220-300     | -      | 20     | 未定   | 未定   | 未定   | 未定   | 44機のオプション付き               |
| ボーイング737-800    | 6      | -      | -      | -      | 186    | 186    |                                    |
| ボーイング737-8 MAX  | 18     | 13     | -      | -      | 186    | 186    |                                    |
| ボーイング787-8      | 8      | 2      | 18     | 21     | 213    | 252    |                                    |
| ボーイング787-9      | 7      | -      | 24     | 21     | 249    | 294    |                                    |
| エンブラエル E170    | 5      | -      | -      | -      | 76     | 76     |                                    |
| エンブラエル E175    | 15     | -      | -      | -      | 82     | 82     | SP-LIGとSP-LIHはポーランド政府所有 |
| エンブラエル E190    | 8      | -      | -      | -      | 106    | 106    |                                    |
| エンブラエル E195    | 16     | -      | -      | -      | 112    | 112    |                                    |
| エンブラエル E195    | 16     | -      | -      | -      | 118    | 118    |                                    |
| エンブラエル E195-E2 | 3      | -      | -      | -      | 136    | 136    |                                    |
| 合計                 | 86     | 55     |        |        |        |        |                                    |

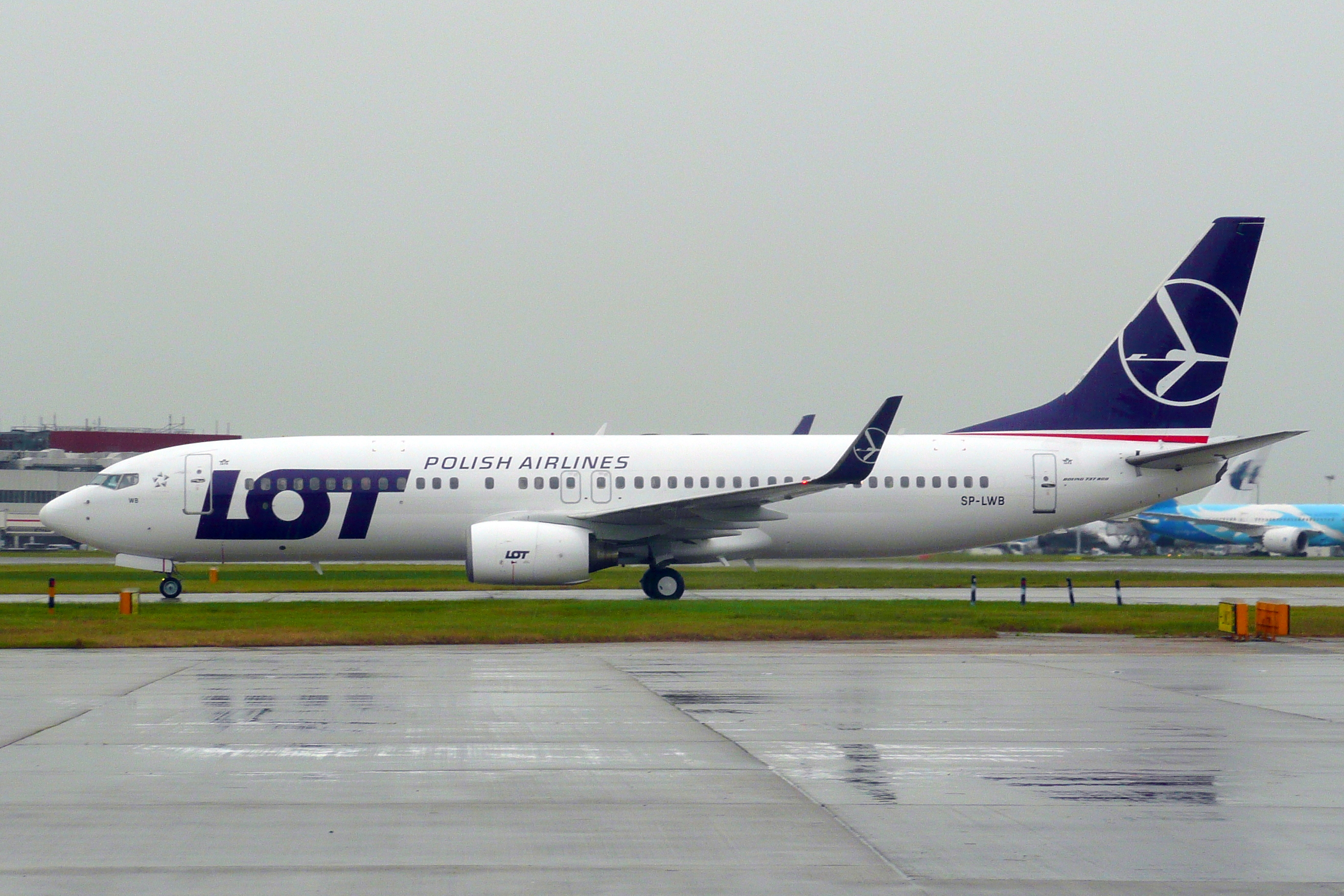
ボーイング737-800
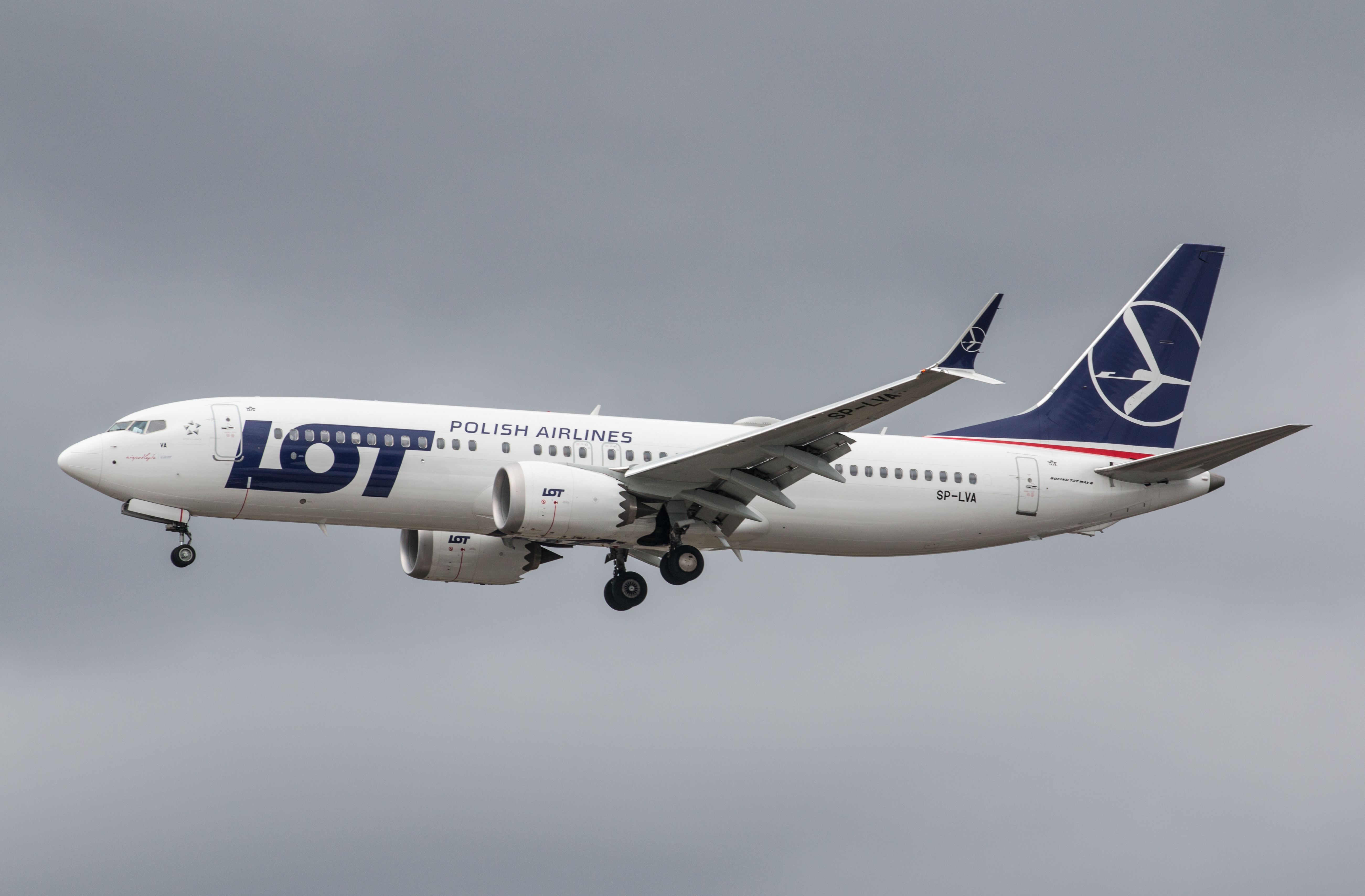
ボーイング737 MAX 8
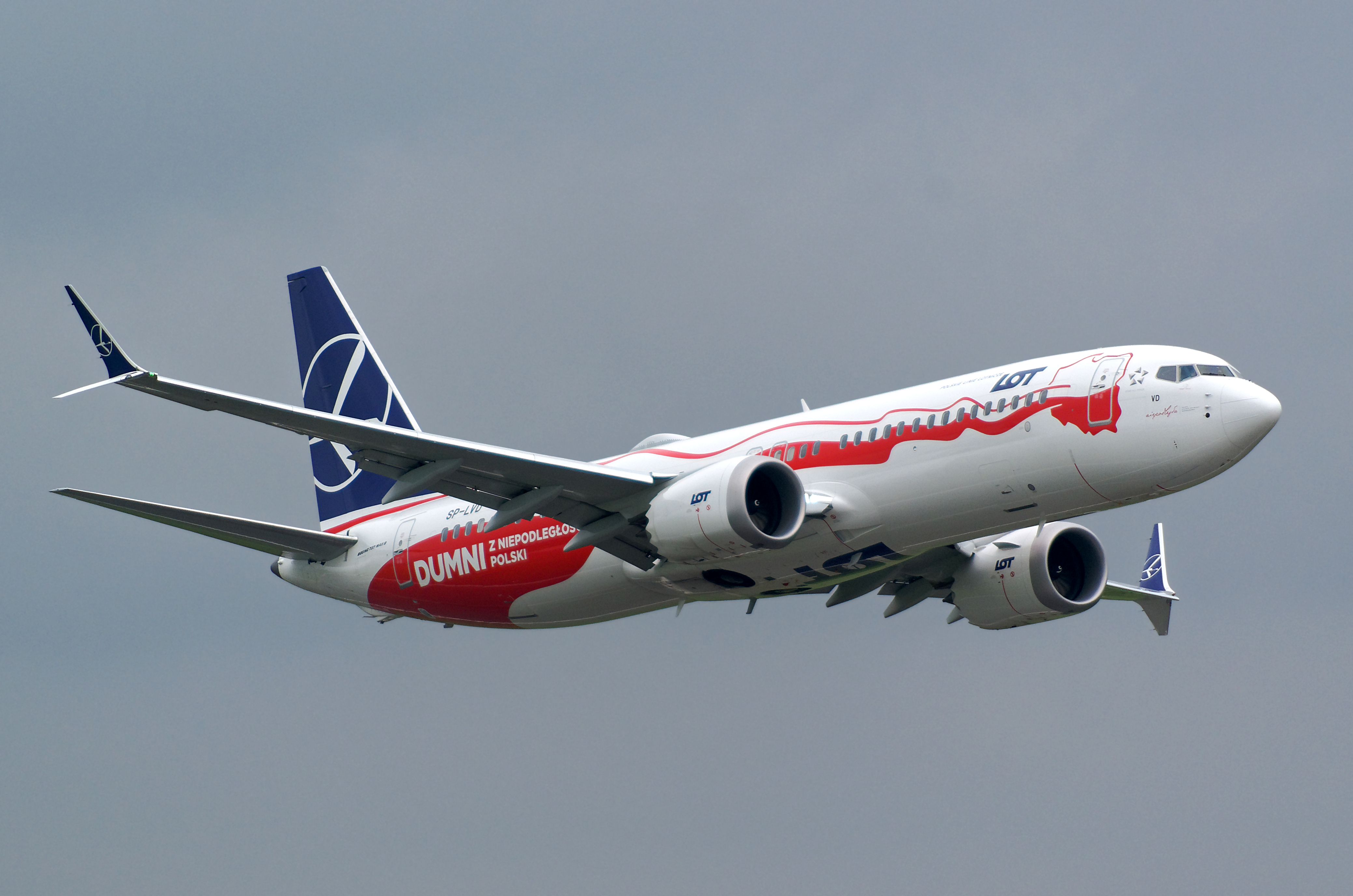
ボーイング737 MAX 8（ポーランド独立記念塗装）
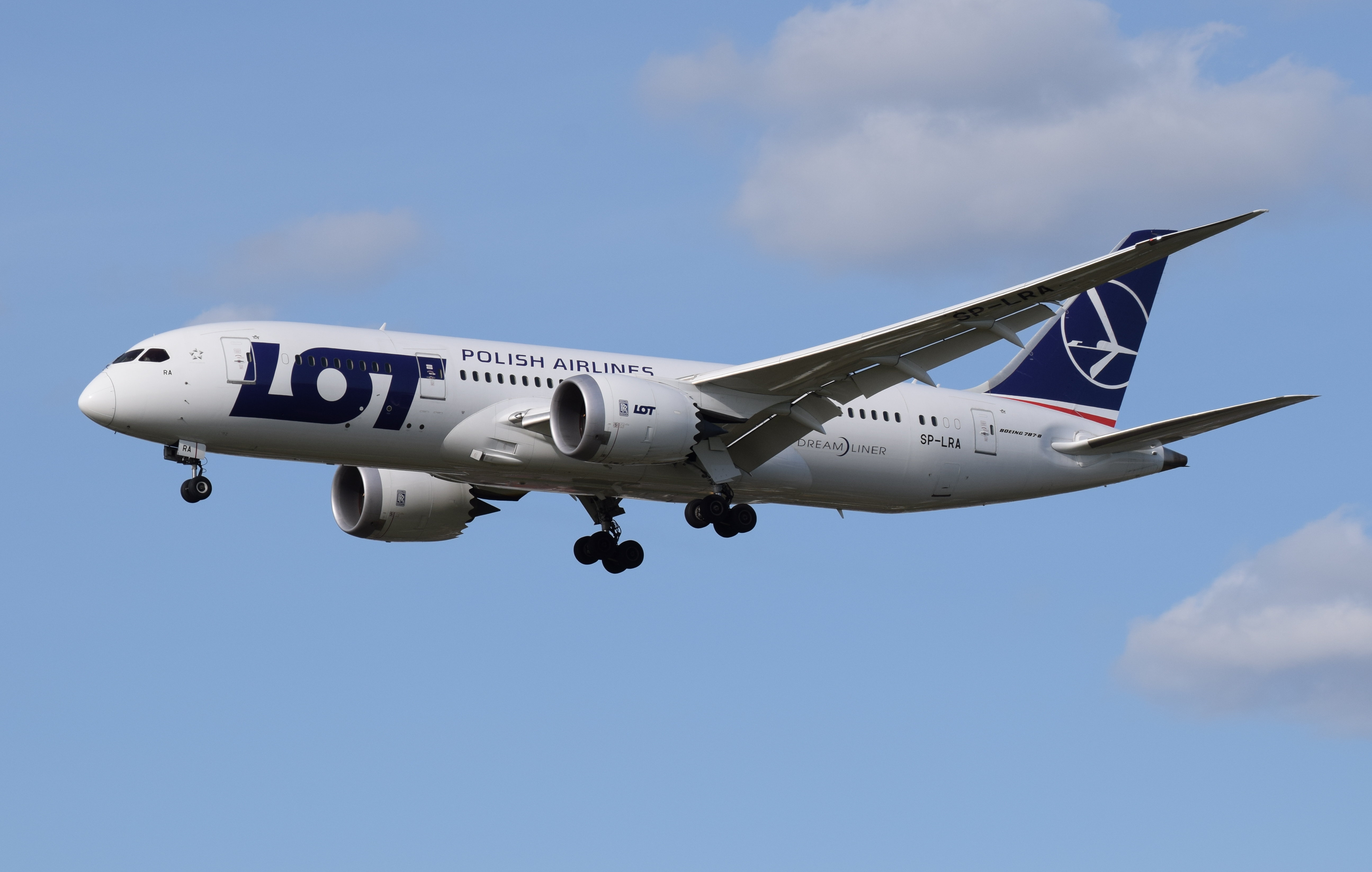
ボーイング787-8
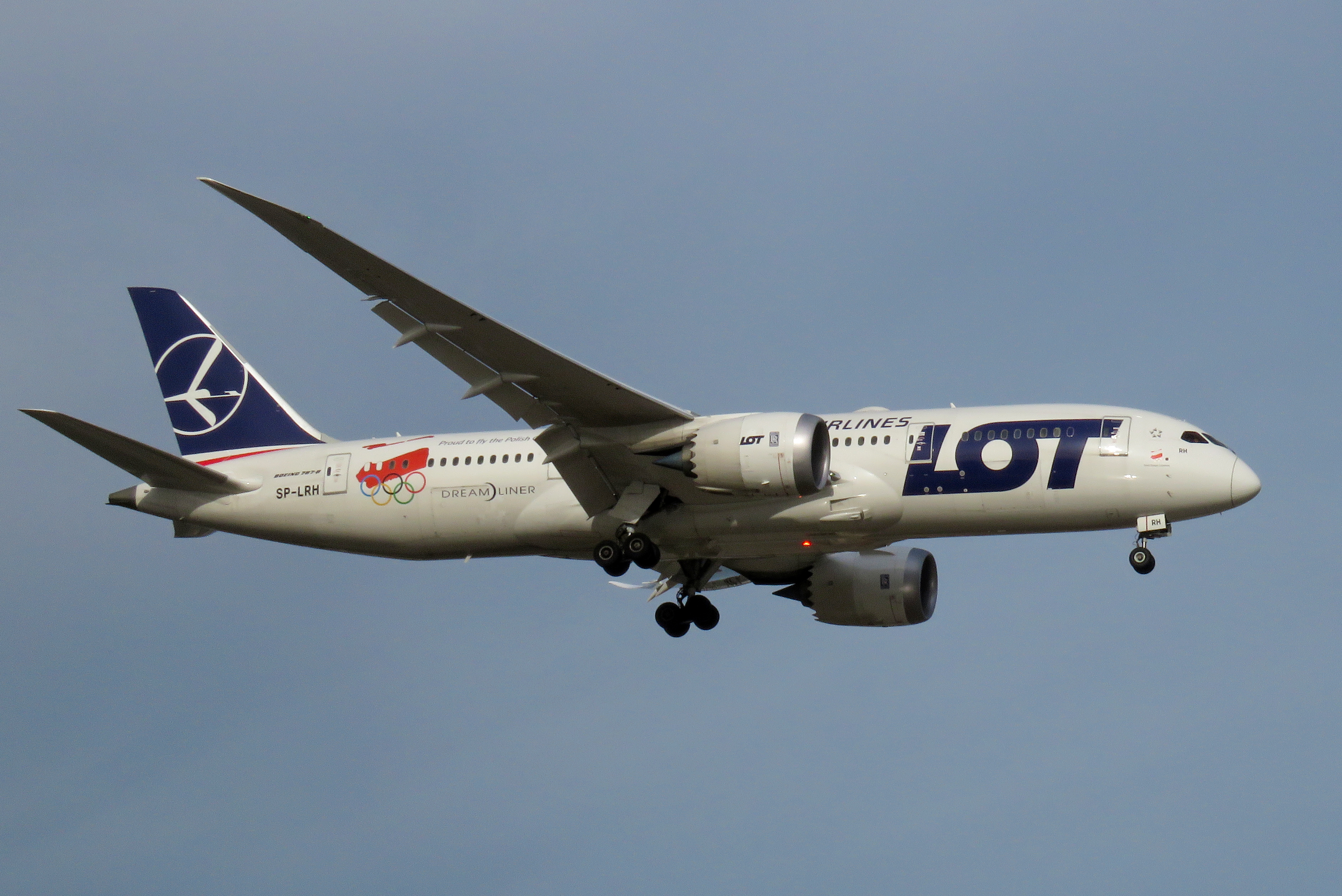
ボーイング787-8（オリンピックチーム塗装）
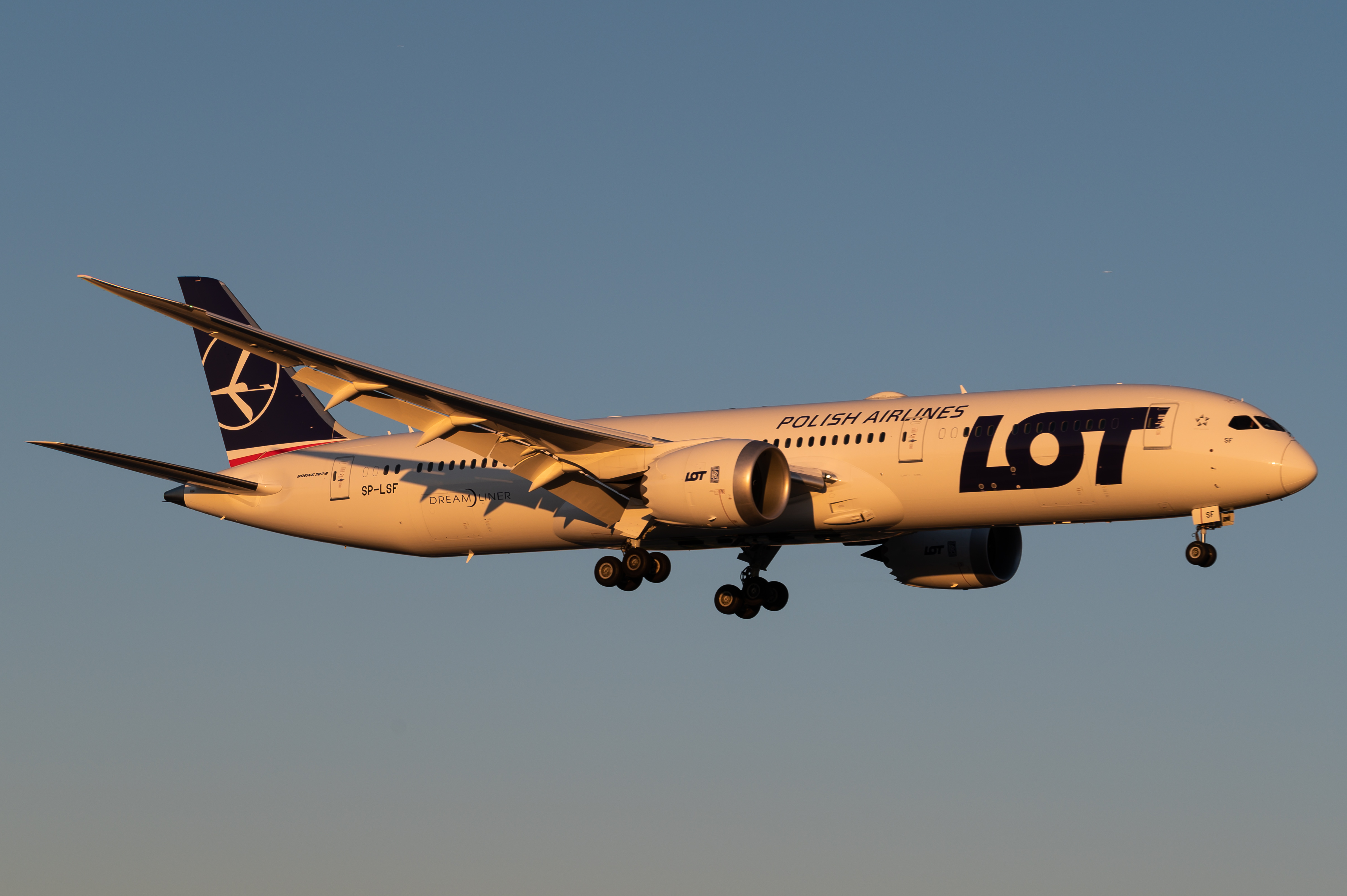
ボーイング787-9
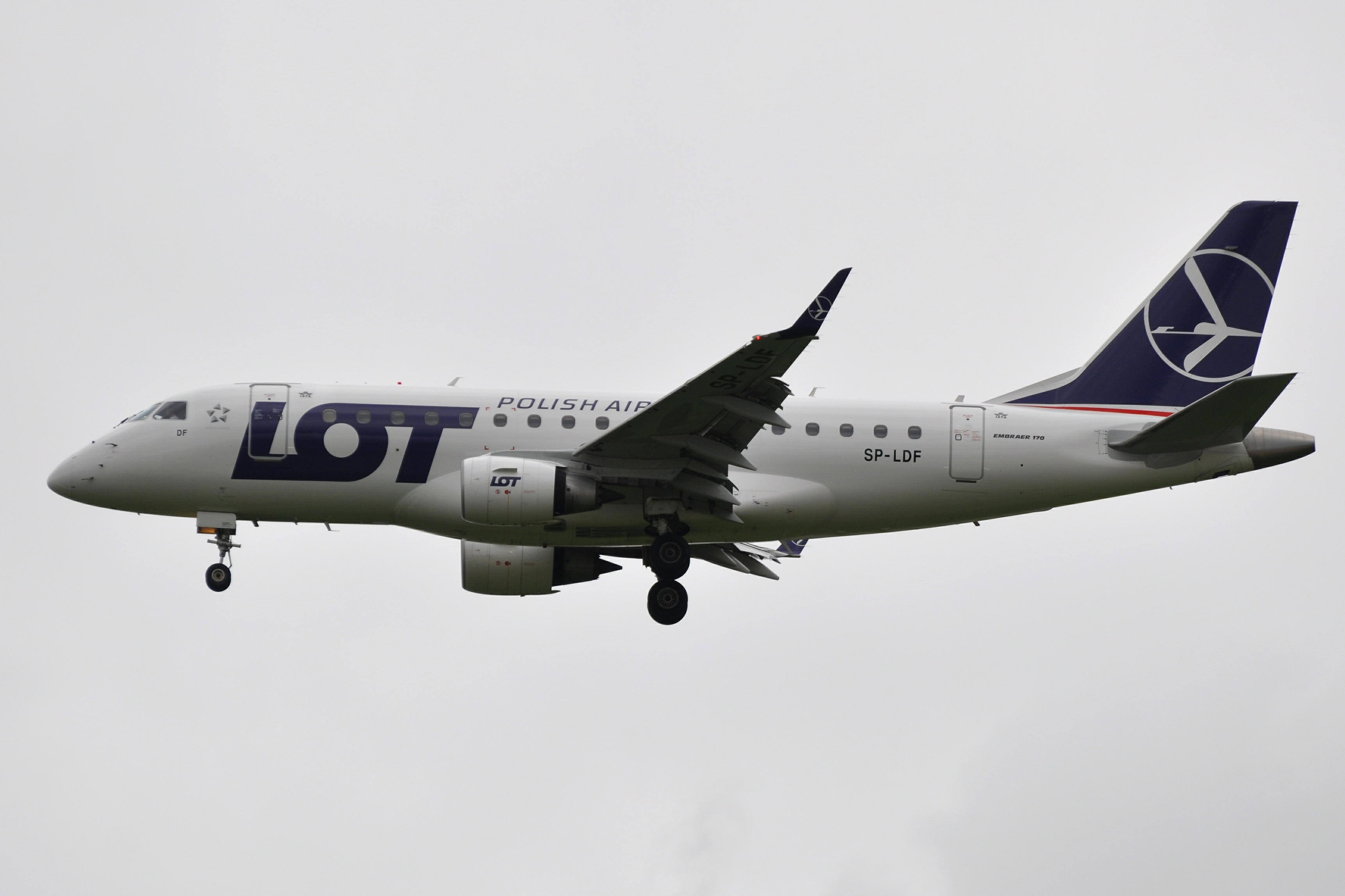
エンブラエル 170
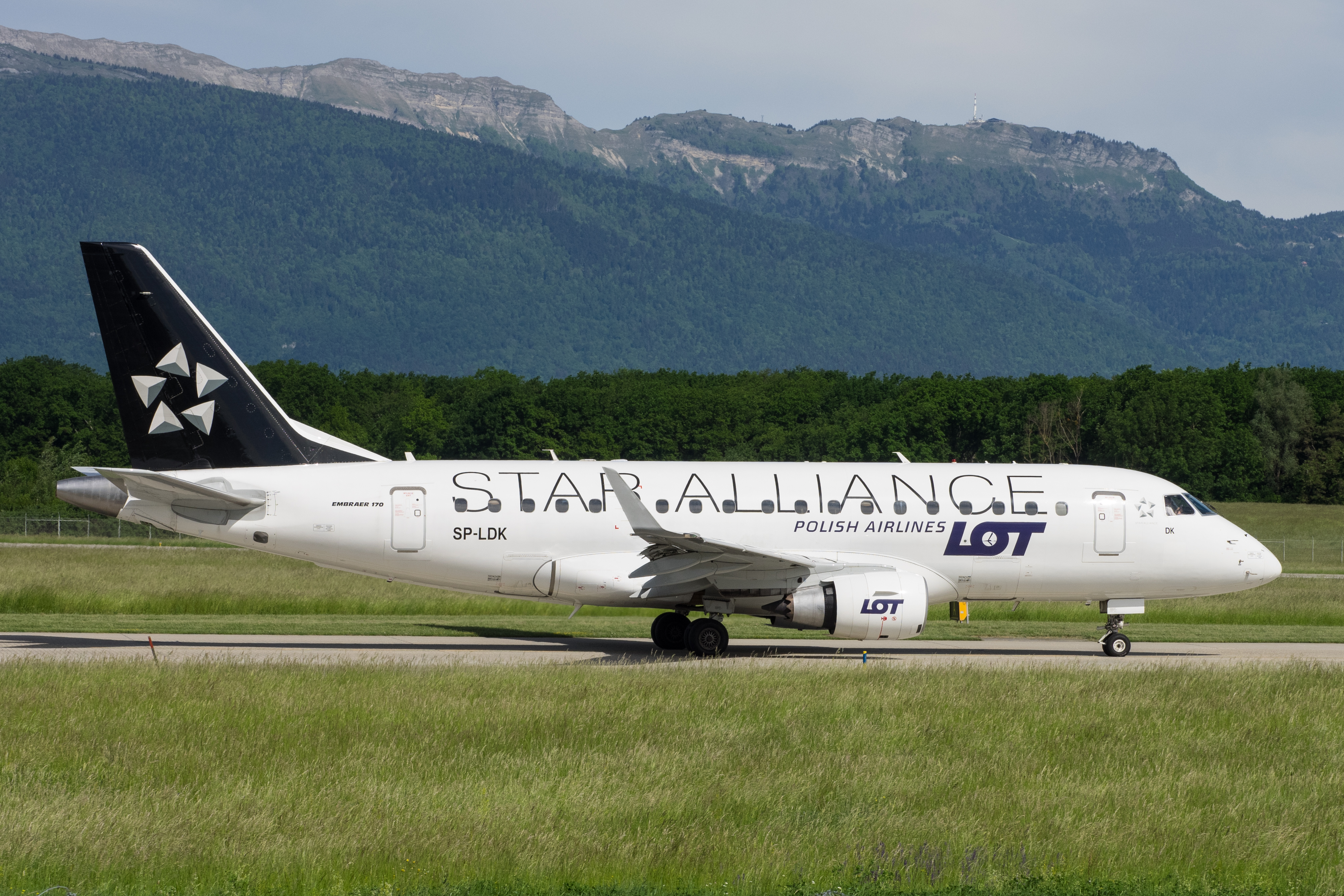
エンブラエル 170（スターアライアンス塗装）
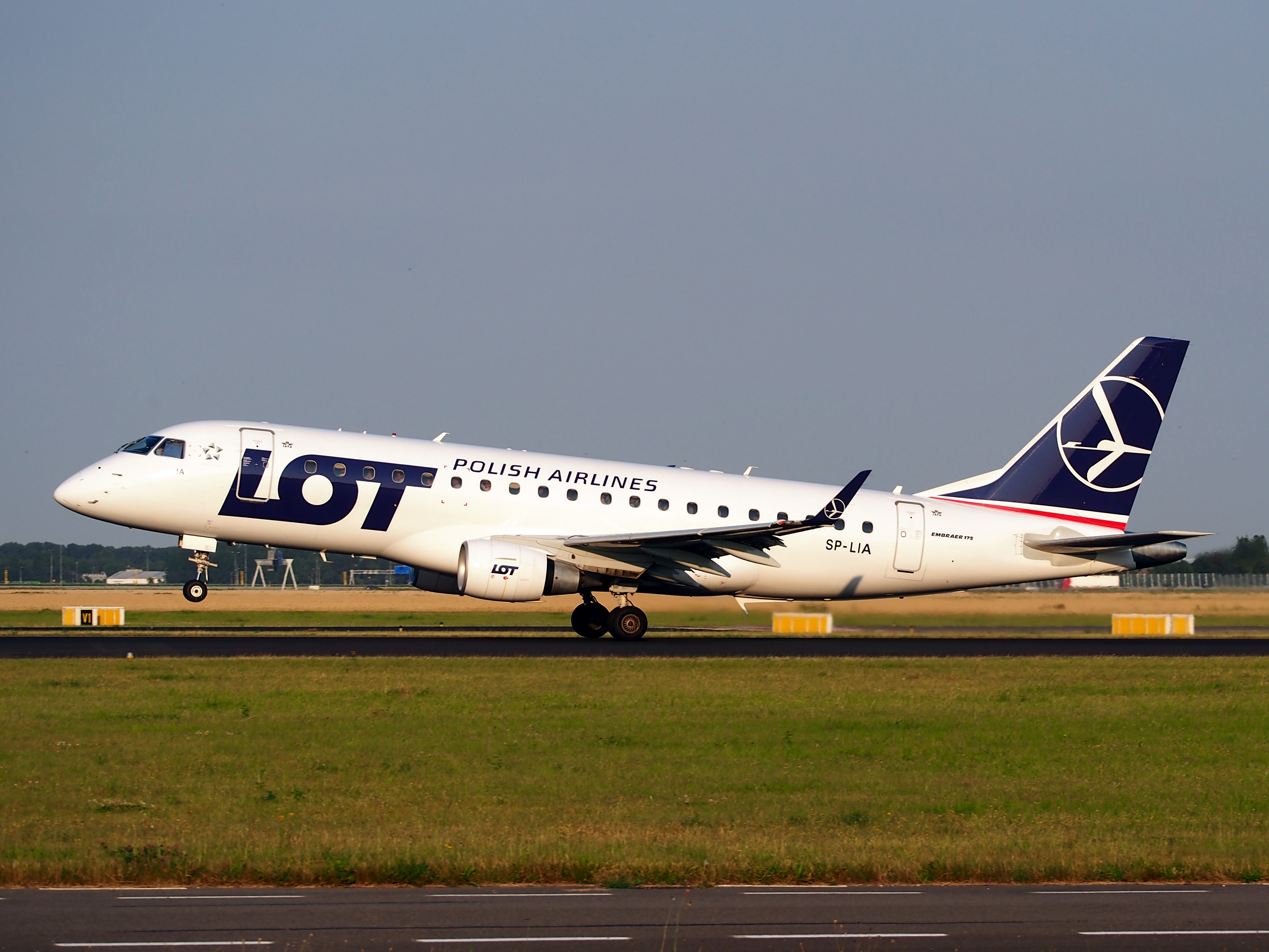
エンブラエル 175
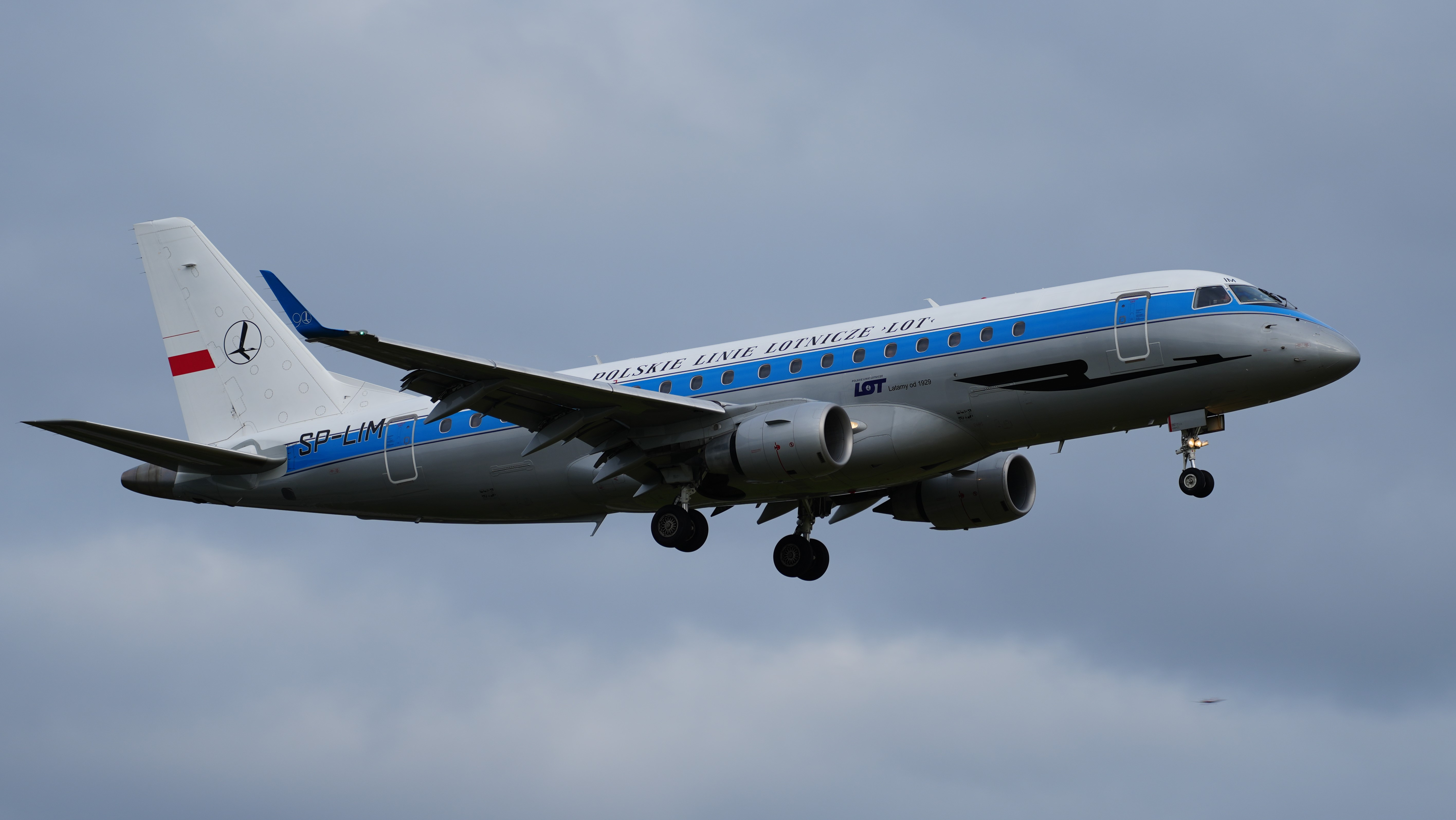
エンブラエル 175（レトロ塗装）
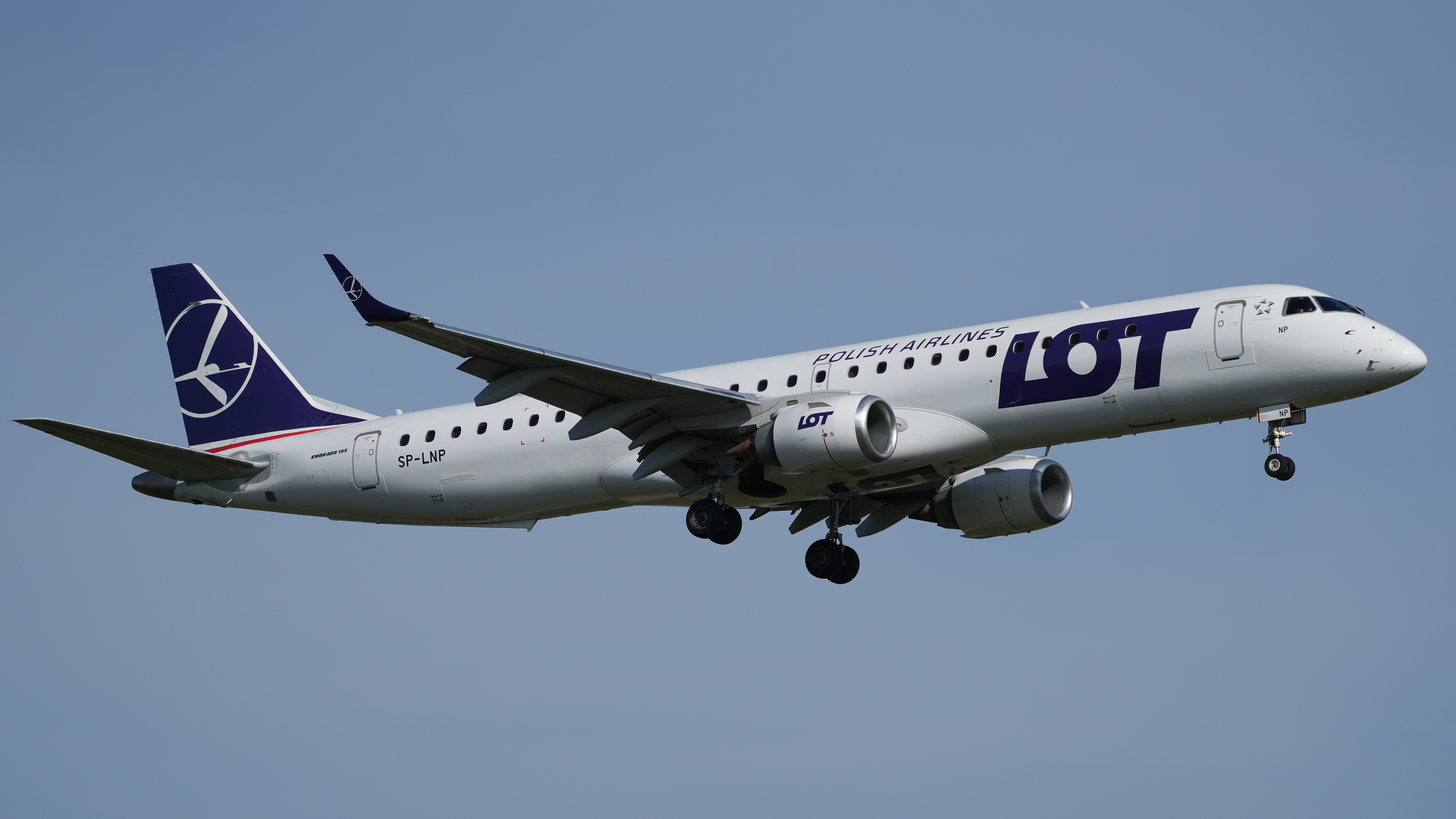
エンブラエル 190
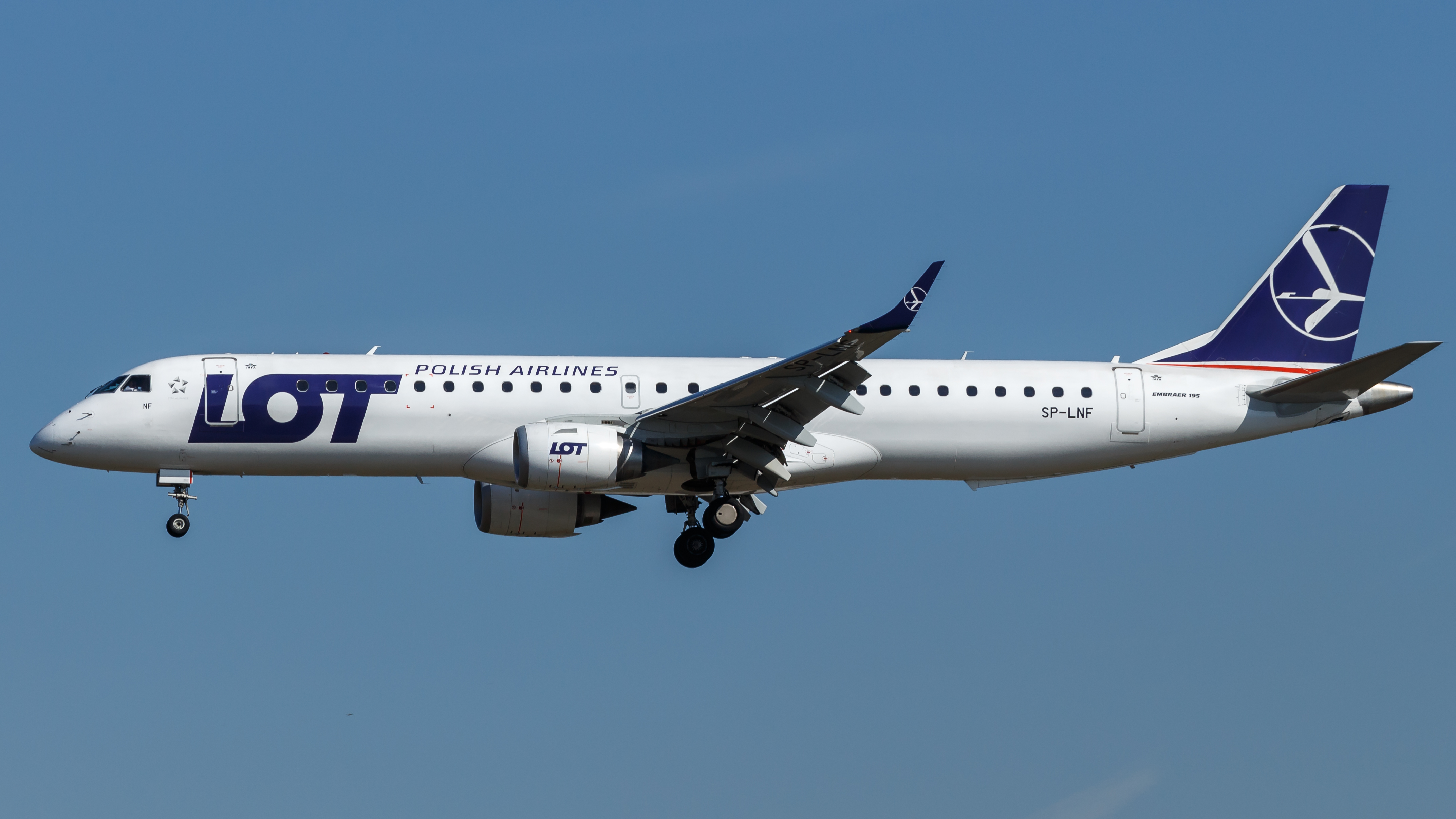
エンブラエル 195

### 引退機材
- アエロ Ae-45

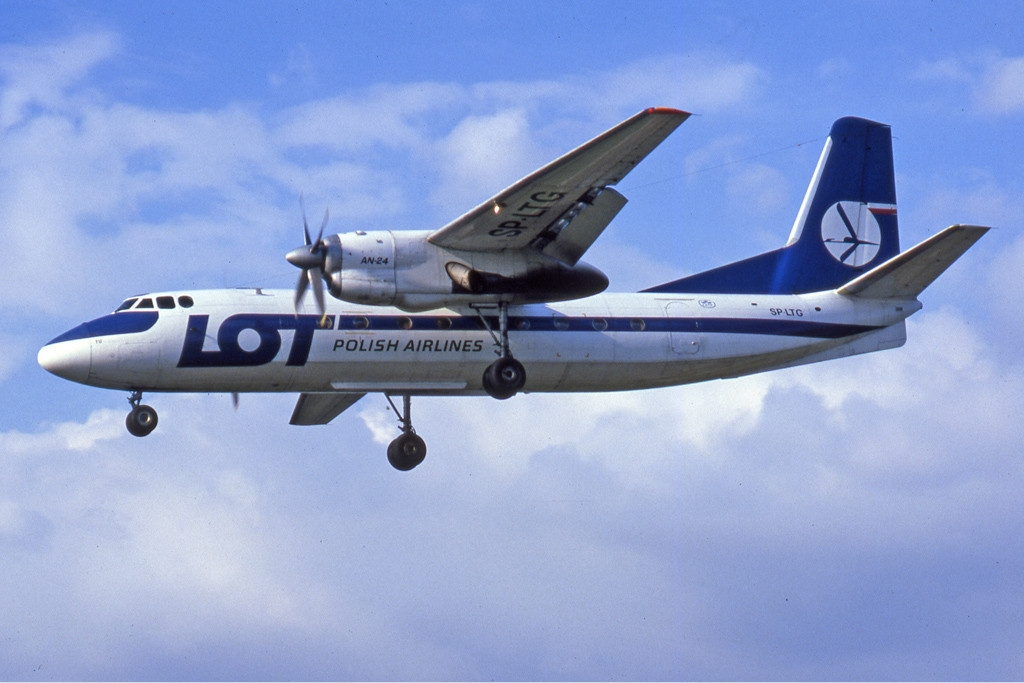
アントノフ An-24
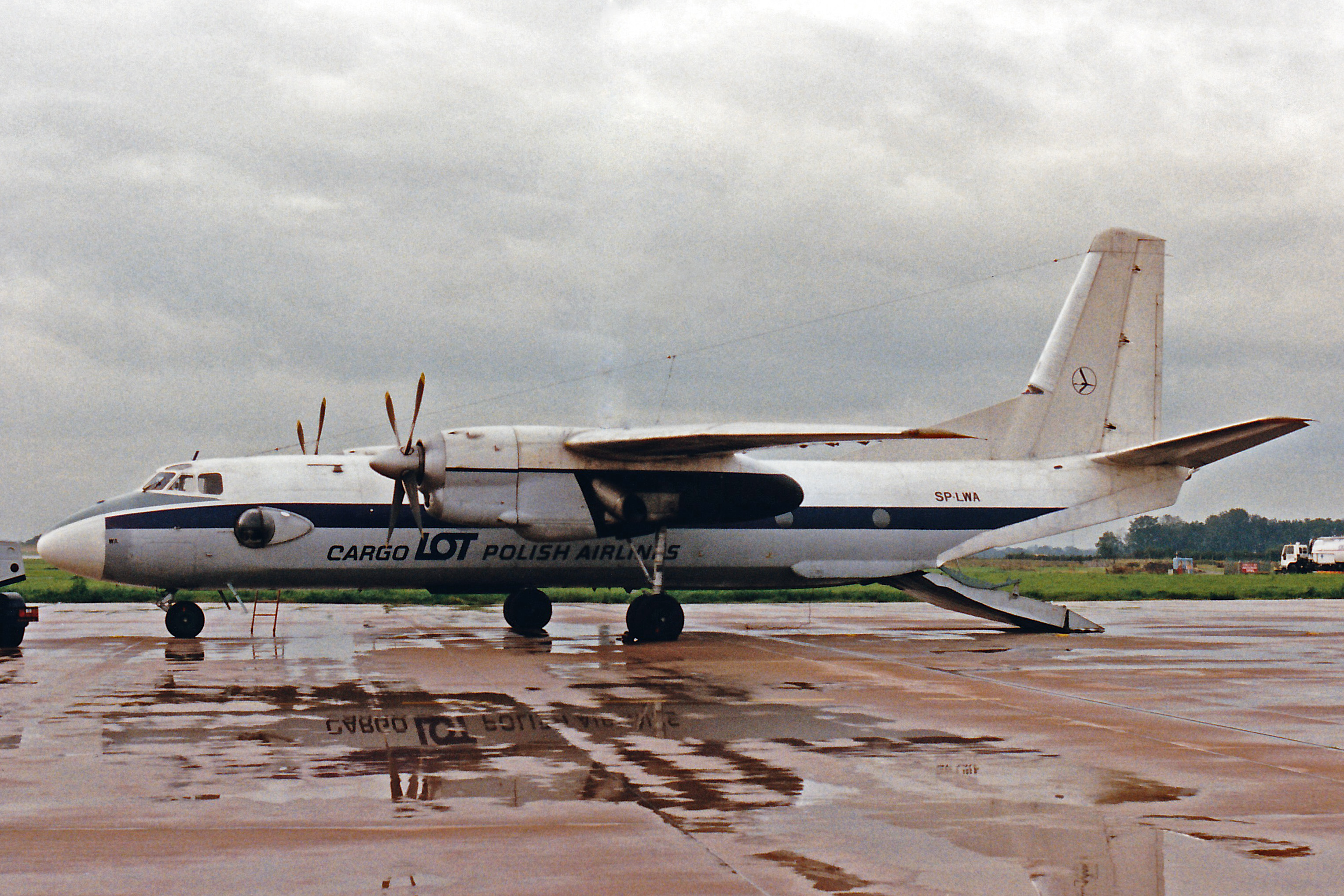
アントノフ An-26
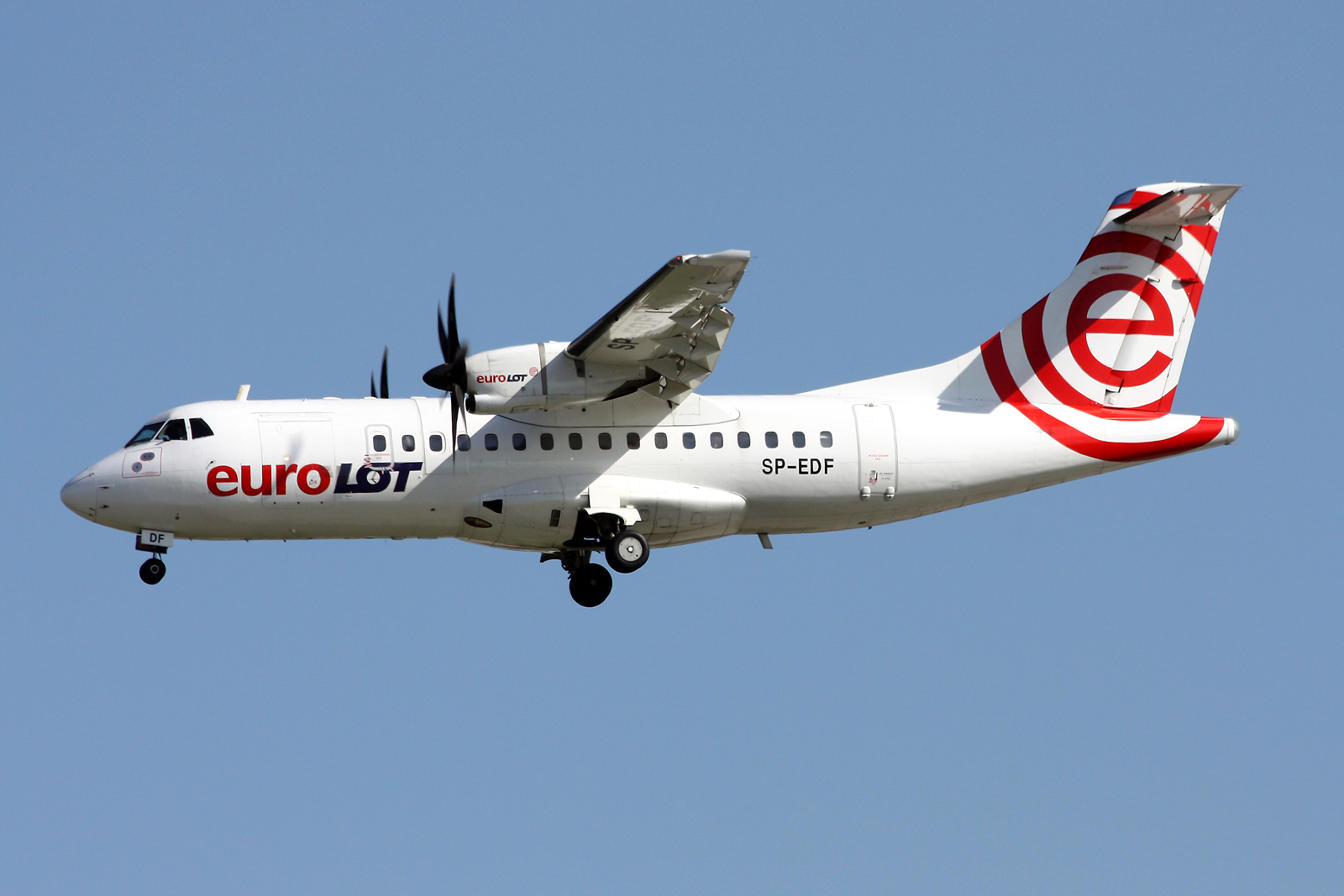
ATR 42
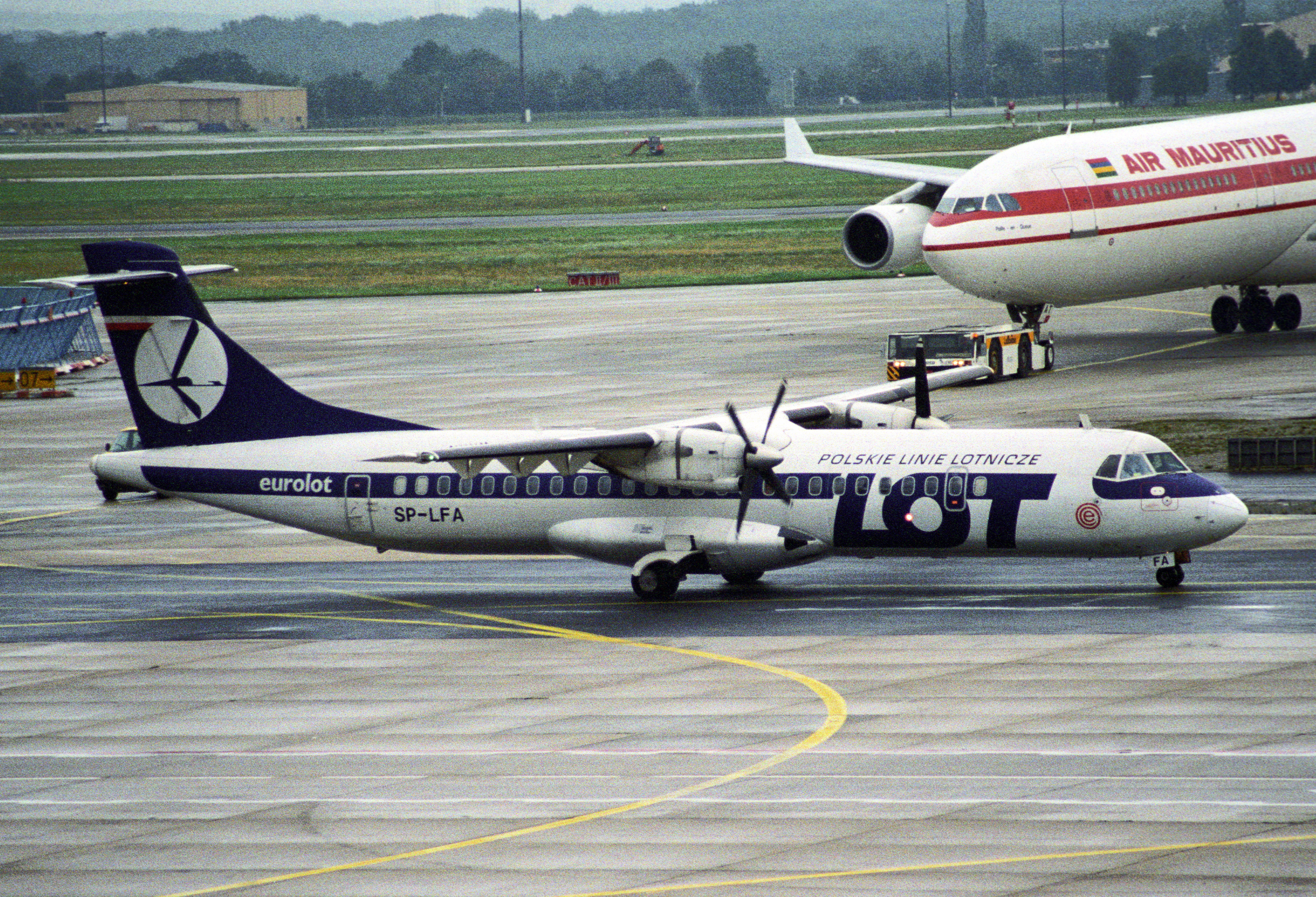
ATR 72
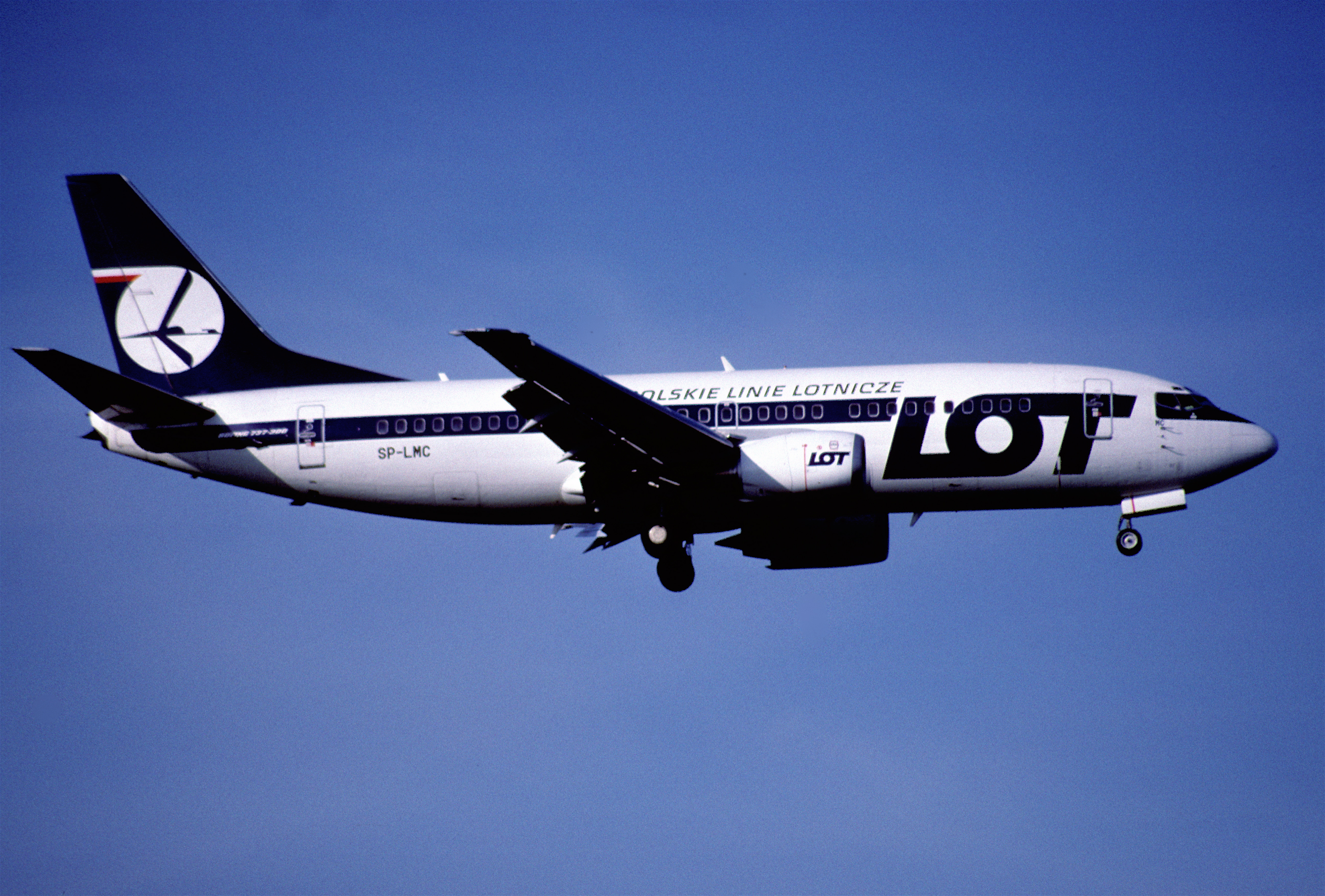
ボーイング737-300/400/500
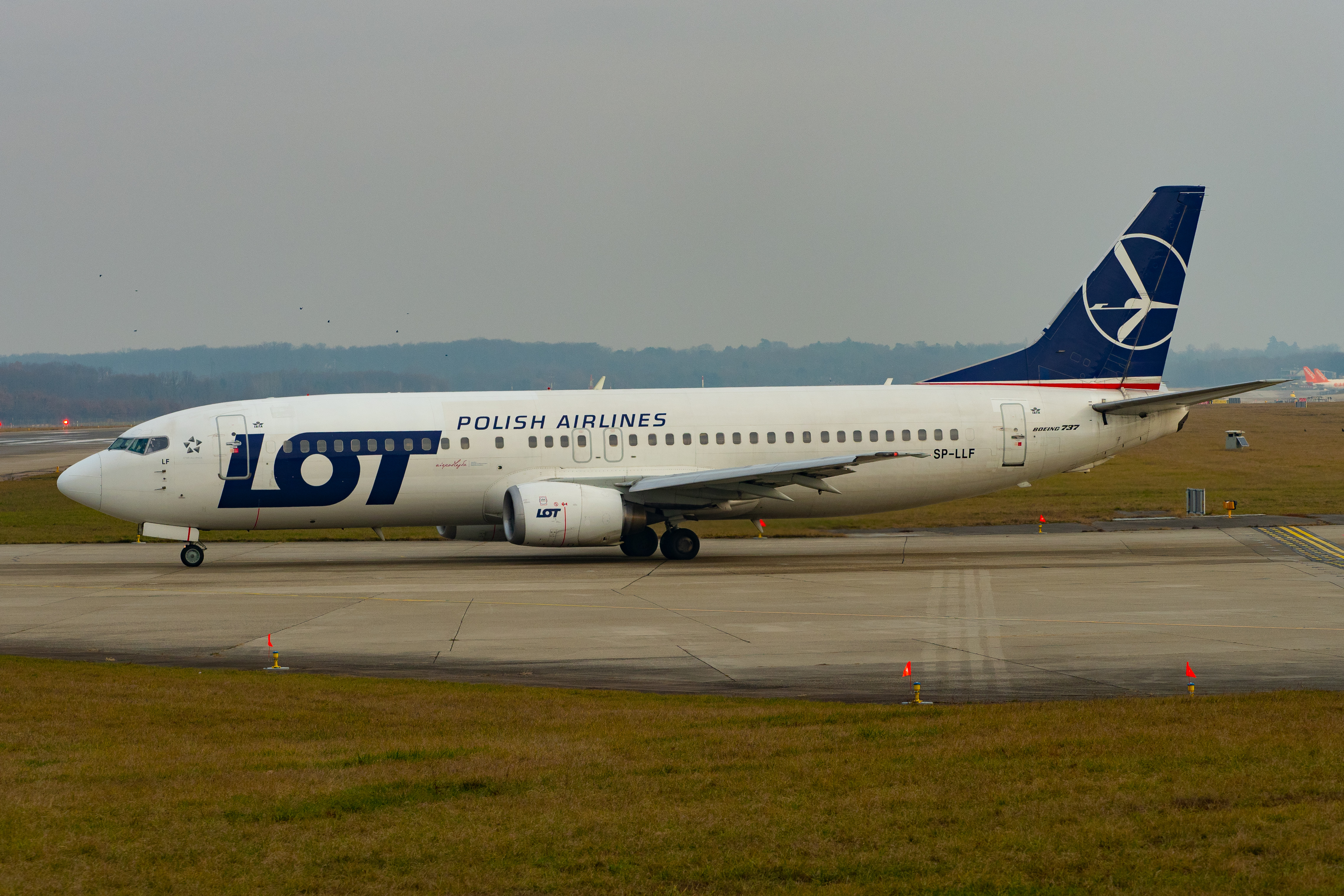
ボーイング737-700
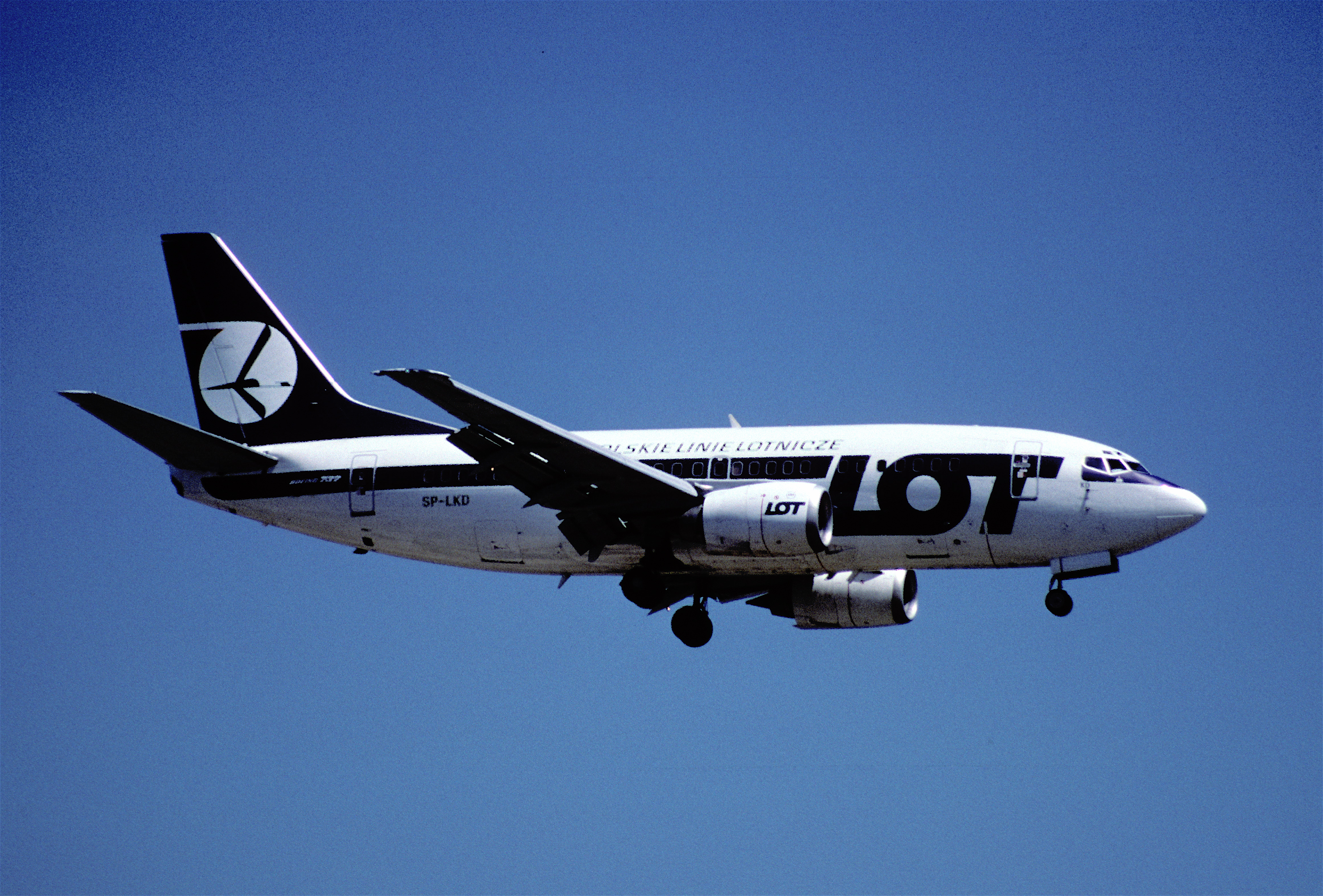
ボーイング767-200ER/300ER
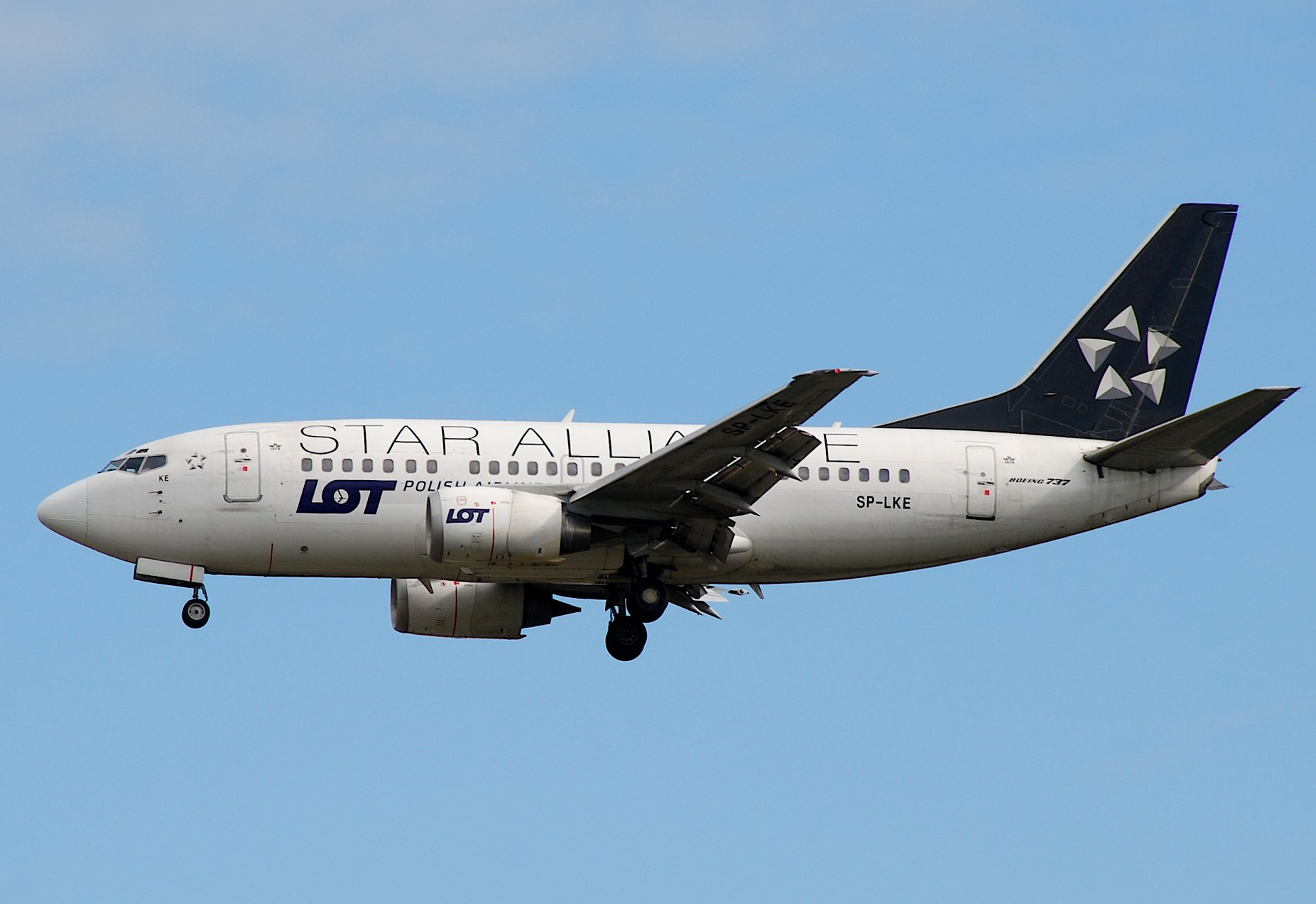
ボーイング737-500（スターアライアンス塗装）
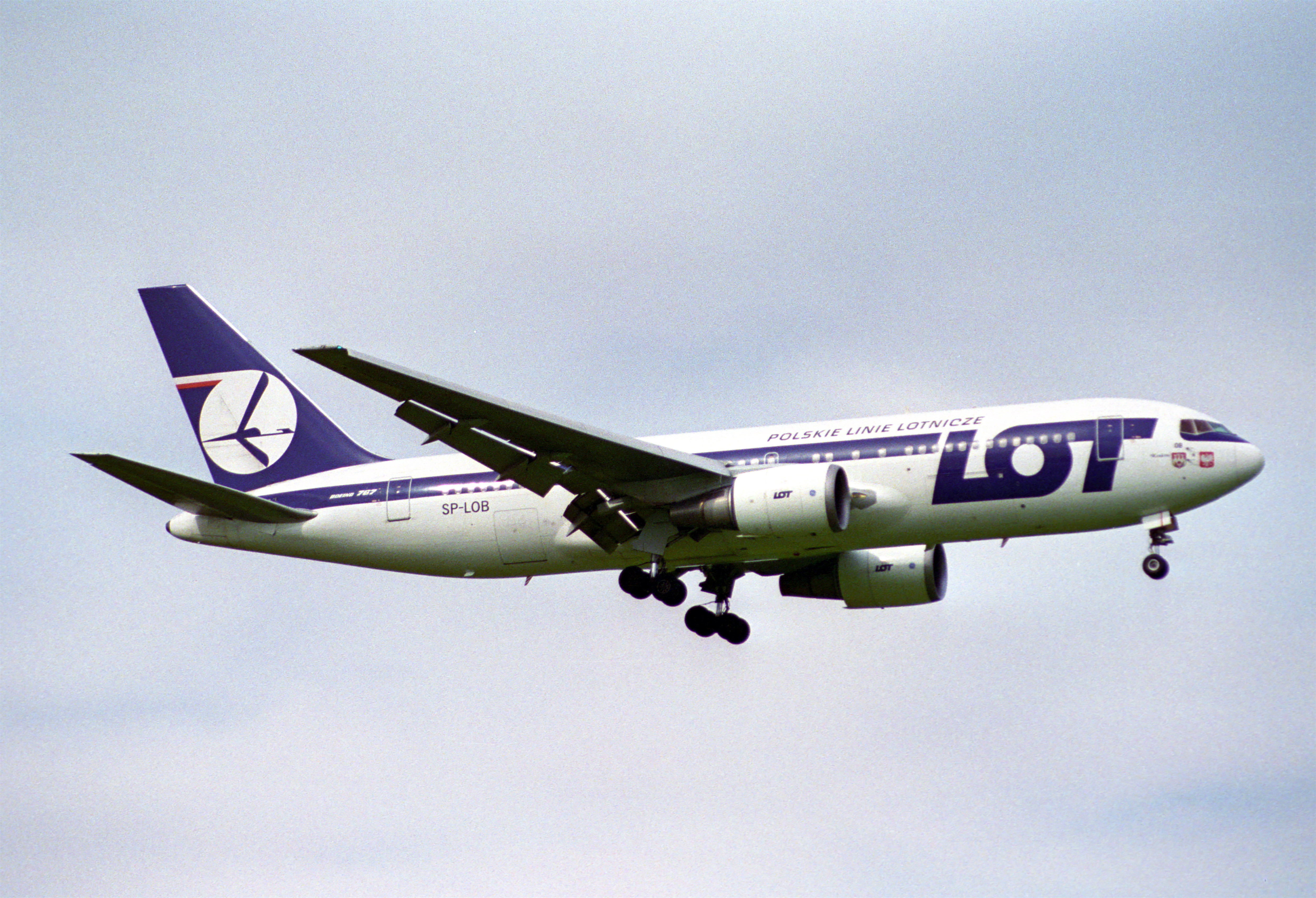
ボンバルディア CRJ-700ER/900ER
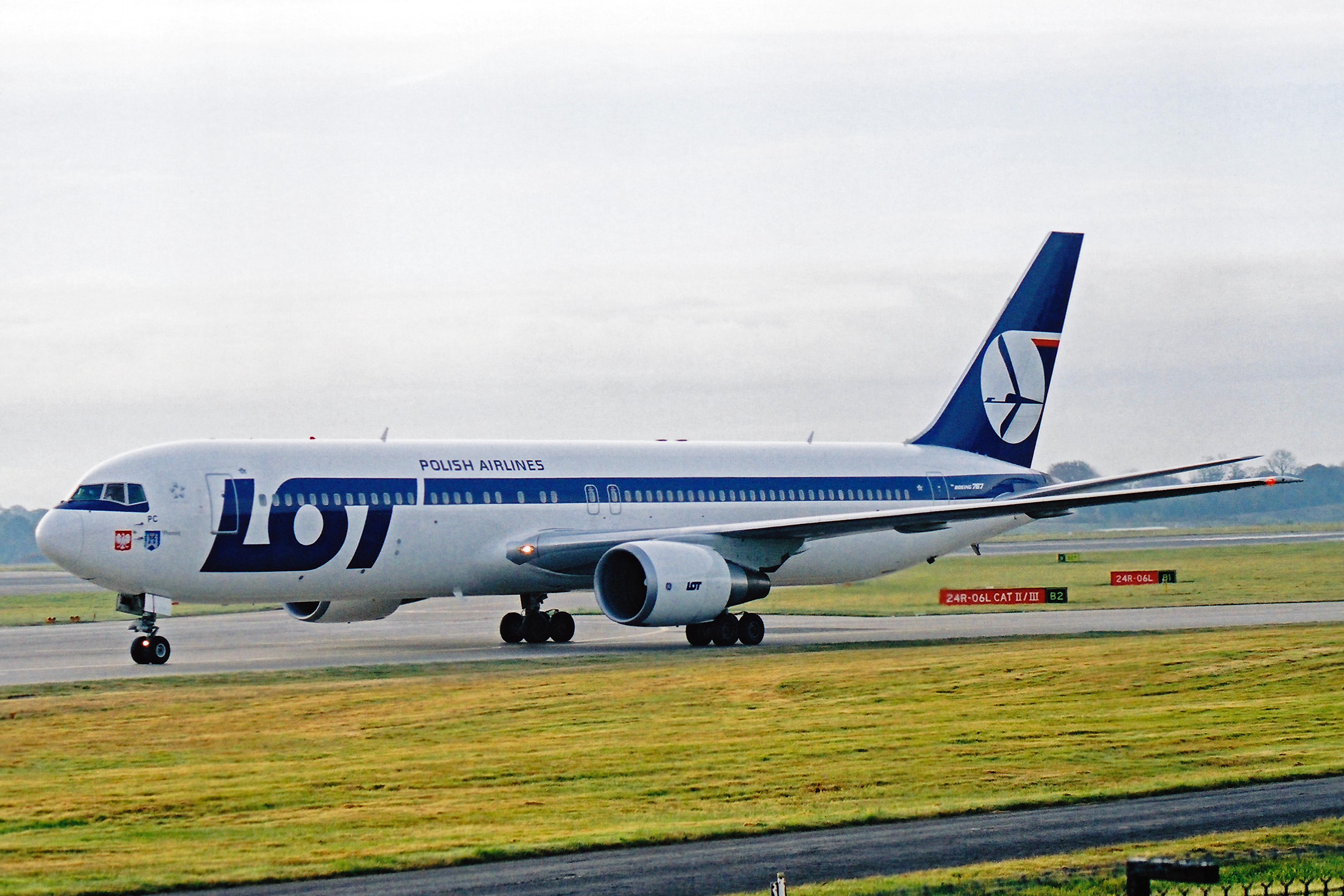
ボーイング767-300ER
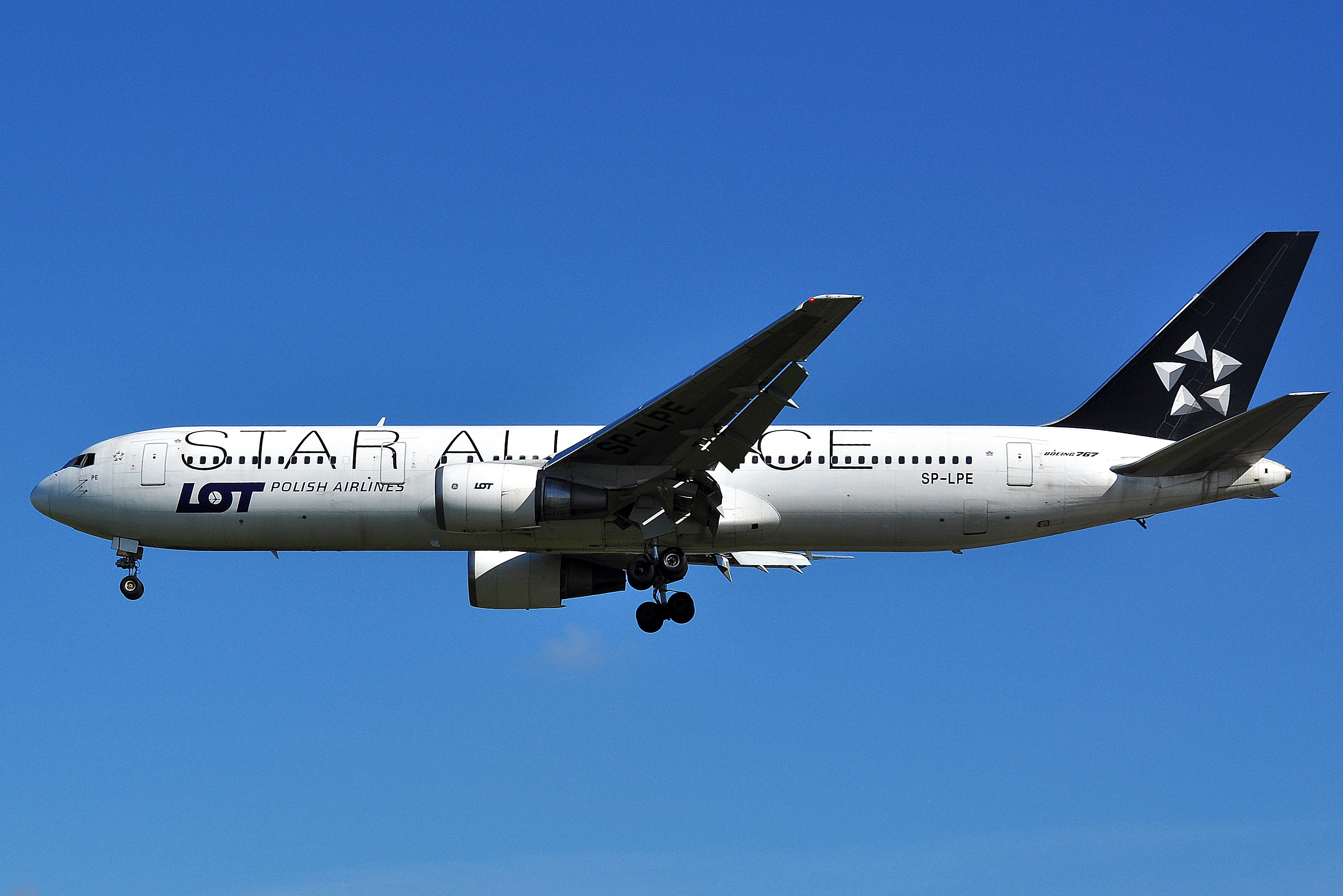
ボーイング767-300ER（スターアライアンス塗装）
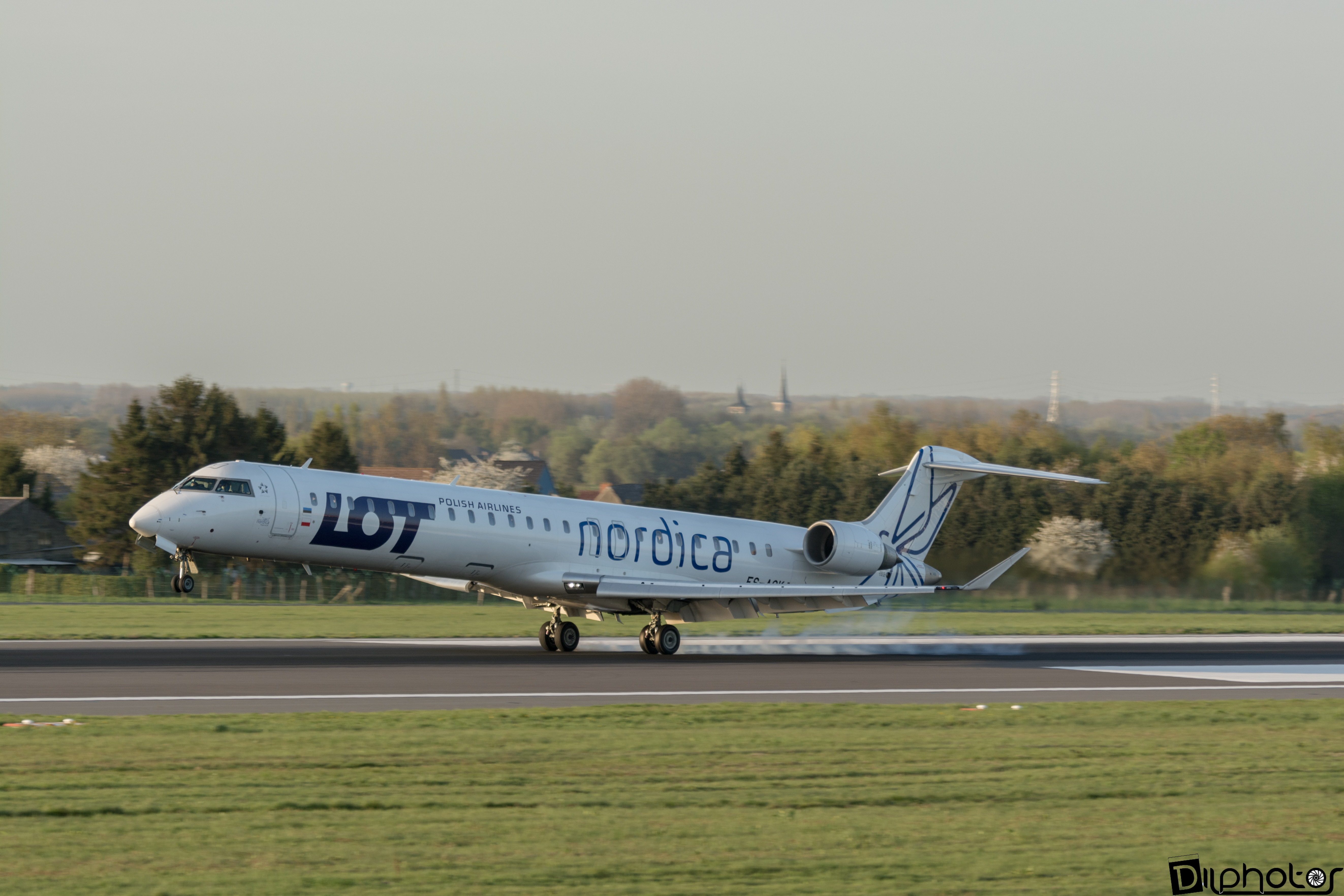
ボンバルディア CRJ-900ER

- セスナ AT-17 ボブキャット
- コンベア240
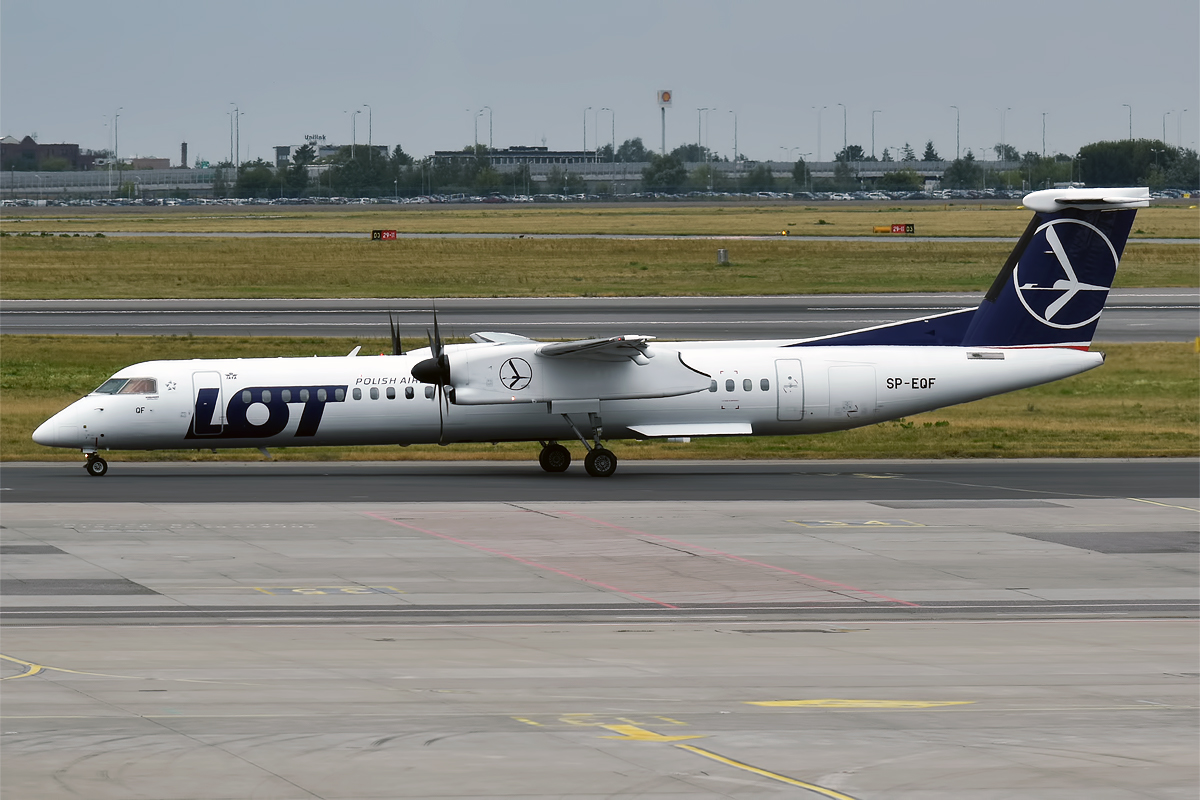
デ・ハビランド・カナダ DHC-8-Q400
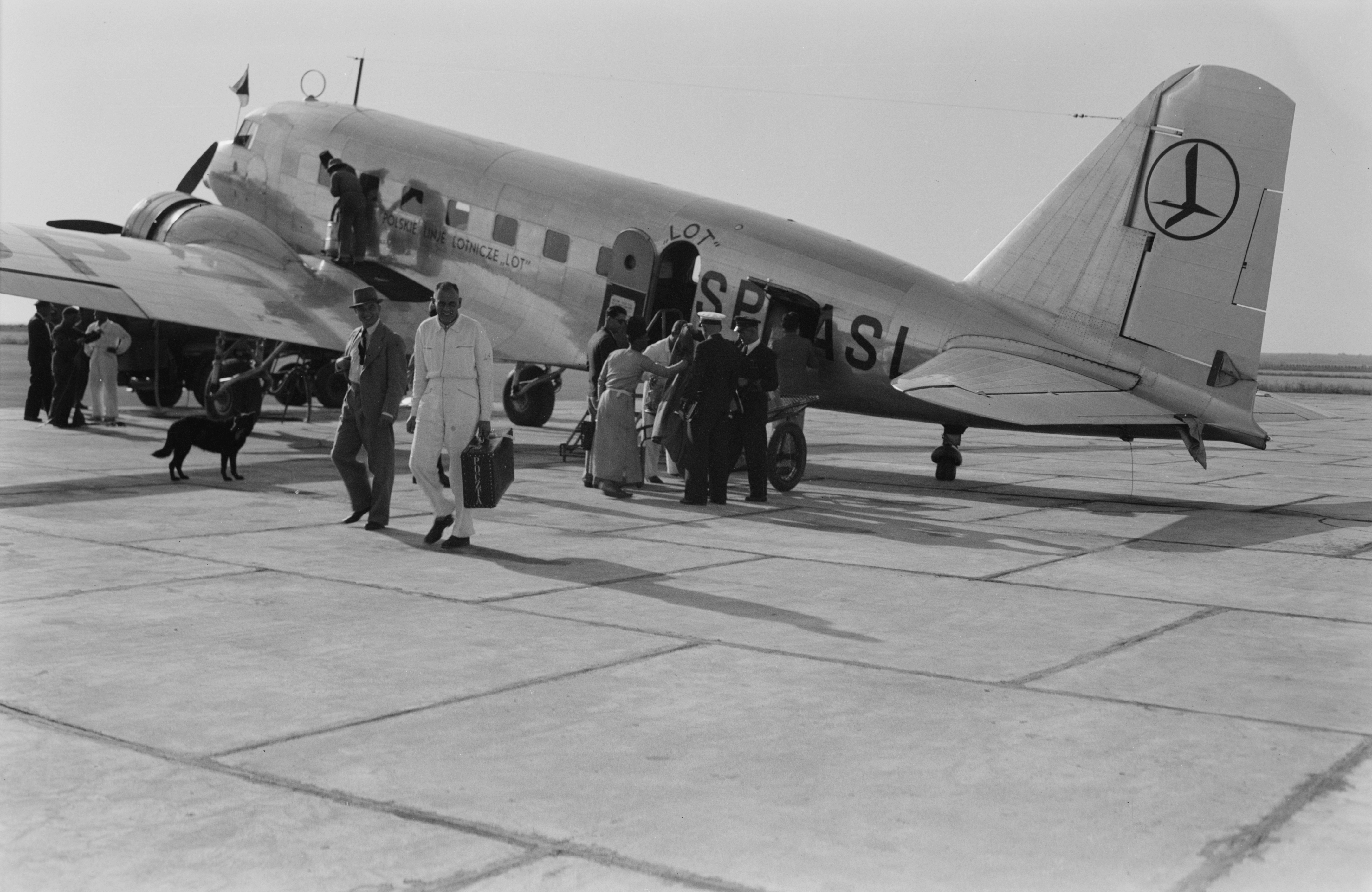
ダグラス DC-2
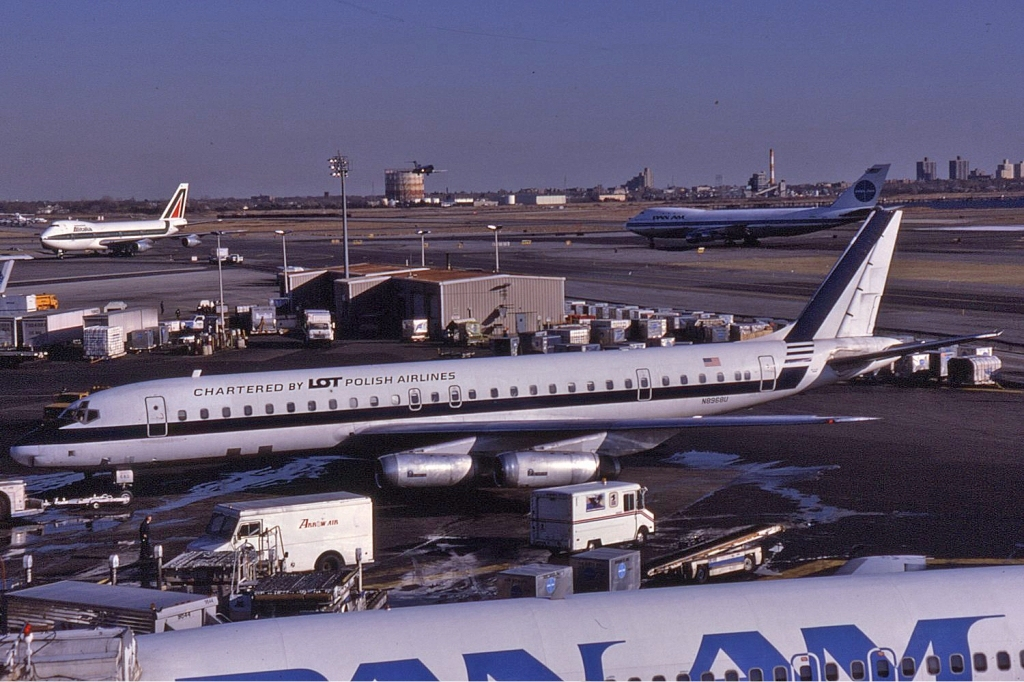
ダグラス DC-3
- ダグラス DC-8-62
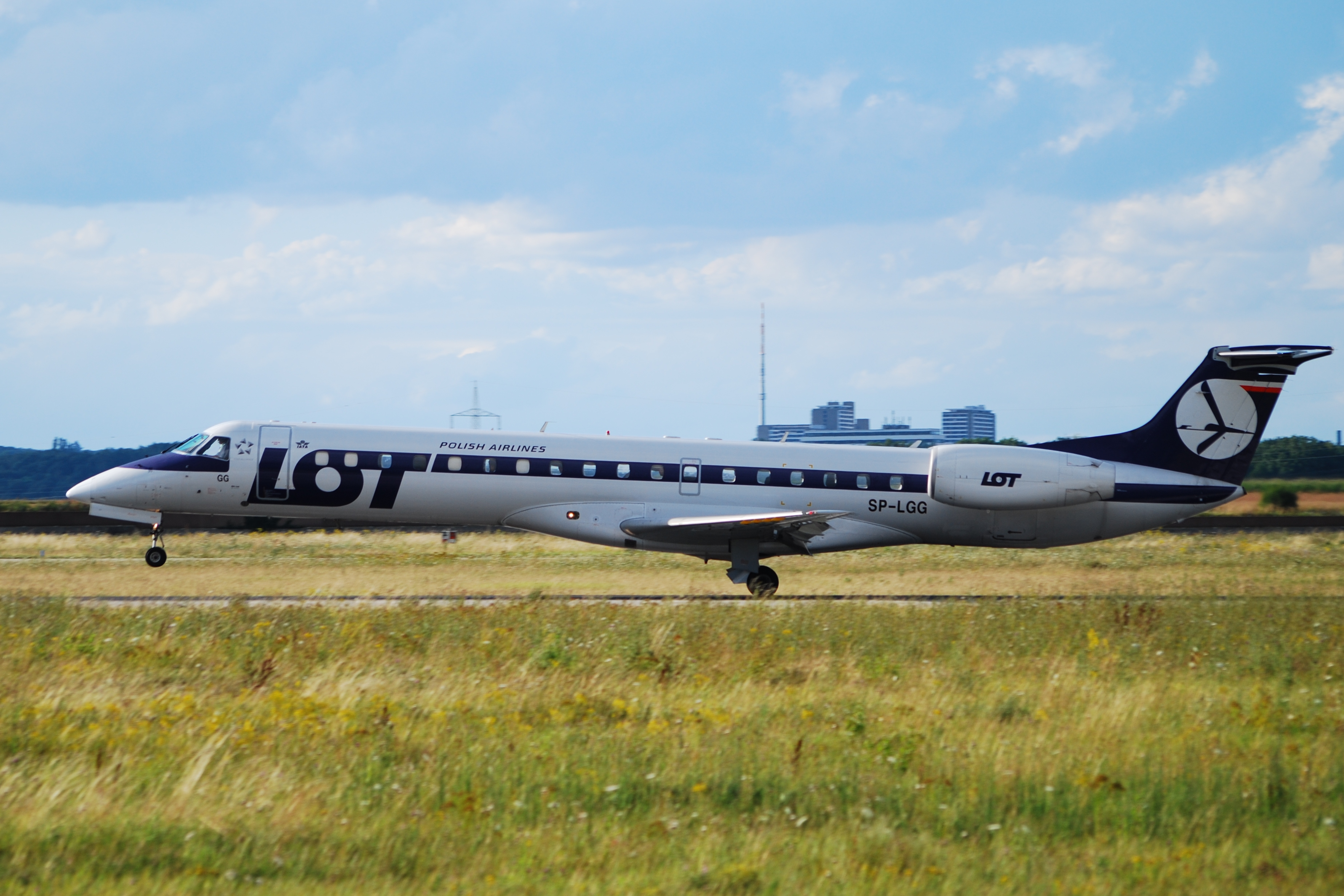
エンブラエル ERJ 145
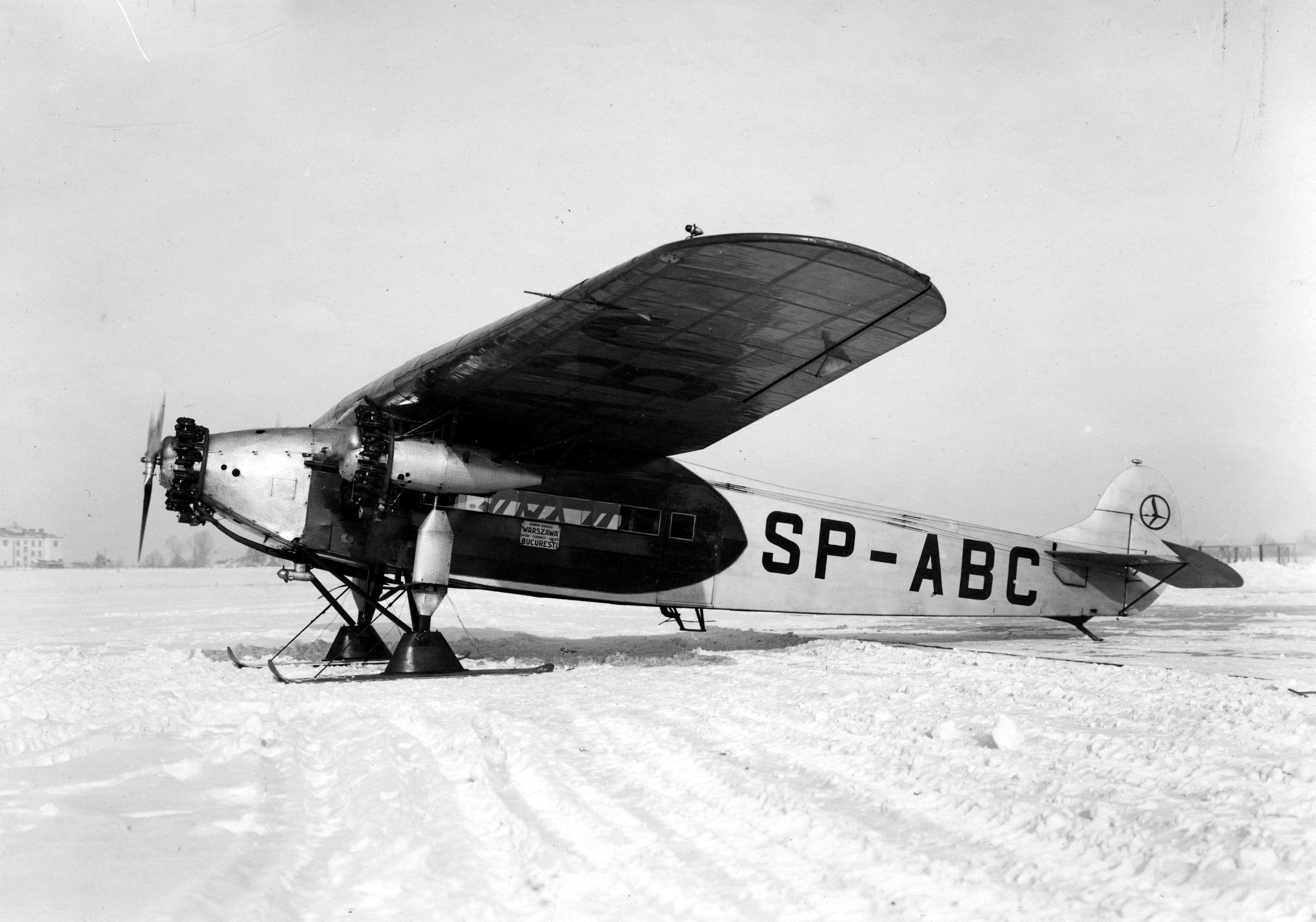
フォッカー 100
- フォッカー F.VII
- ユンカース F.13
- ユンカース Ju 52
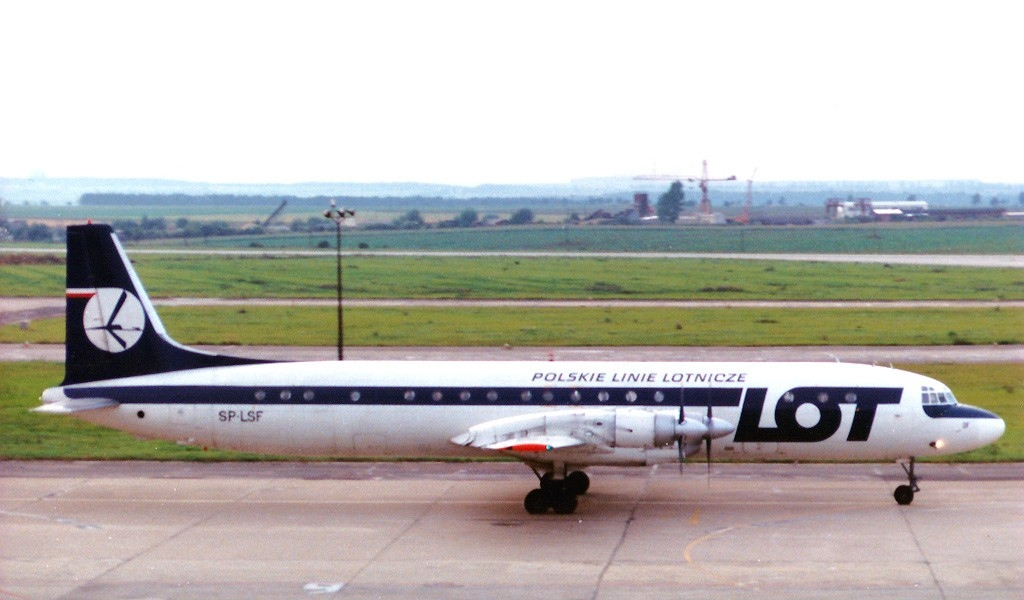
イリューシン Il-12B
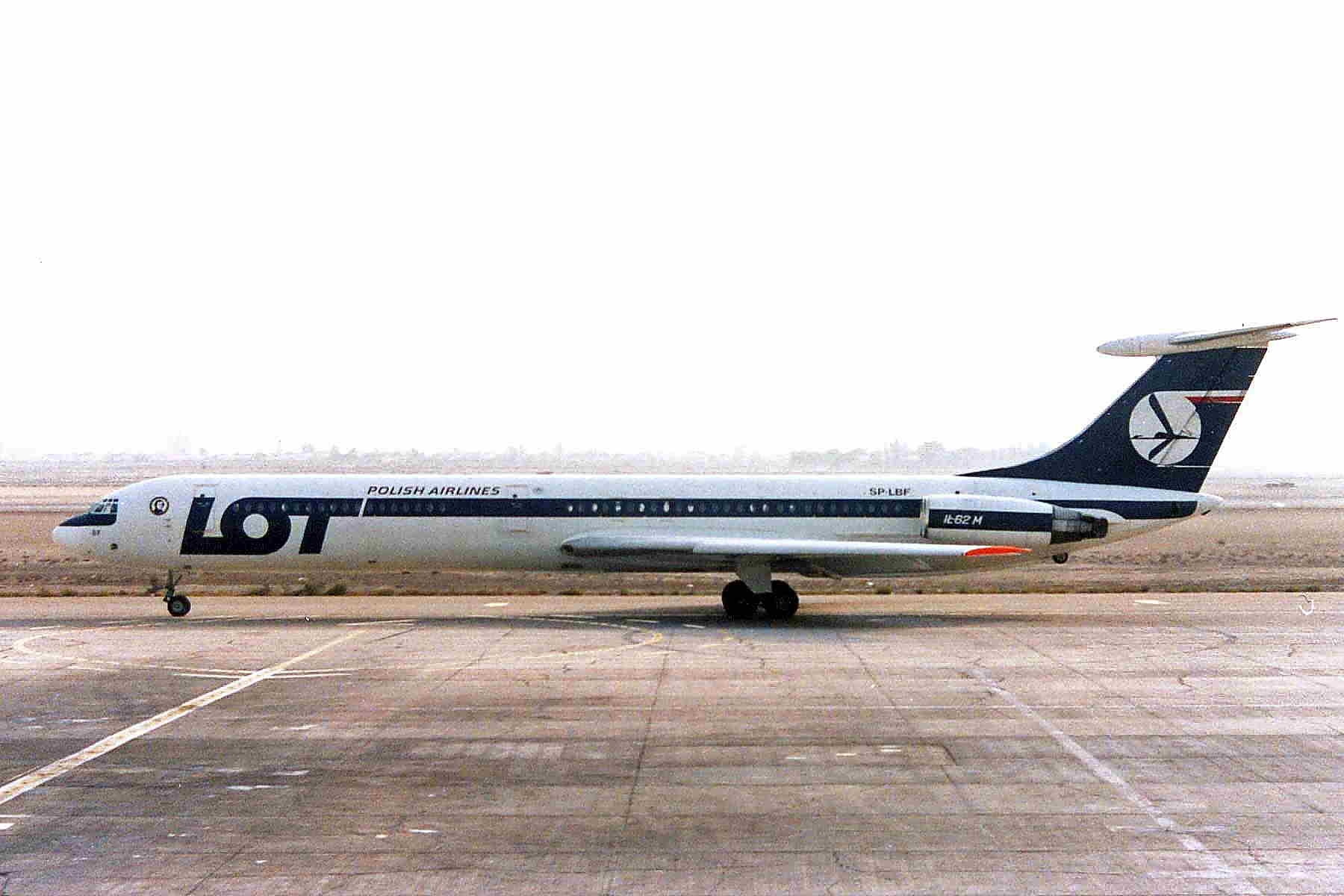
イリューシン Il-14P
- イリューシン Il-18
- イリューシン Il-62
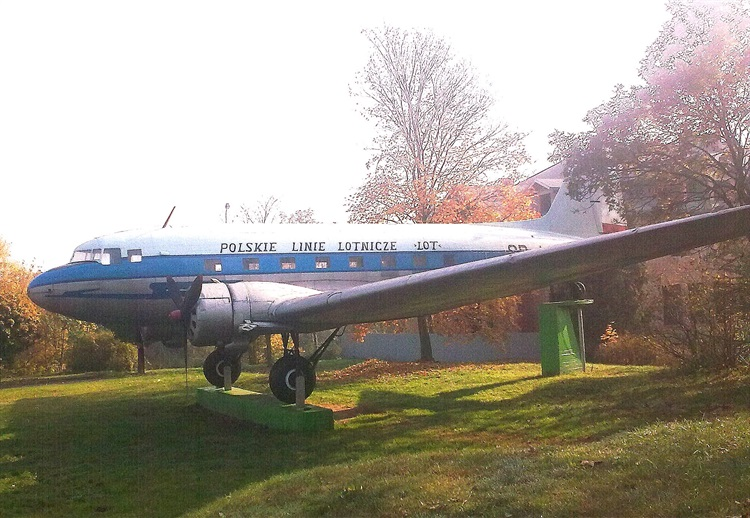
リスノーフ Li-2
- ロッキード L-10 エレクトラ
- ロッキード L-14 スーパーエレクトラ
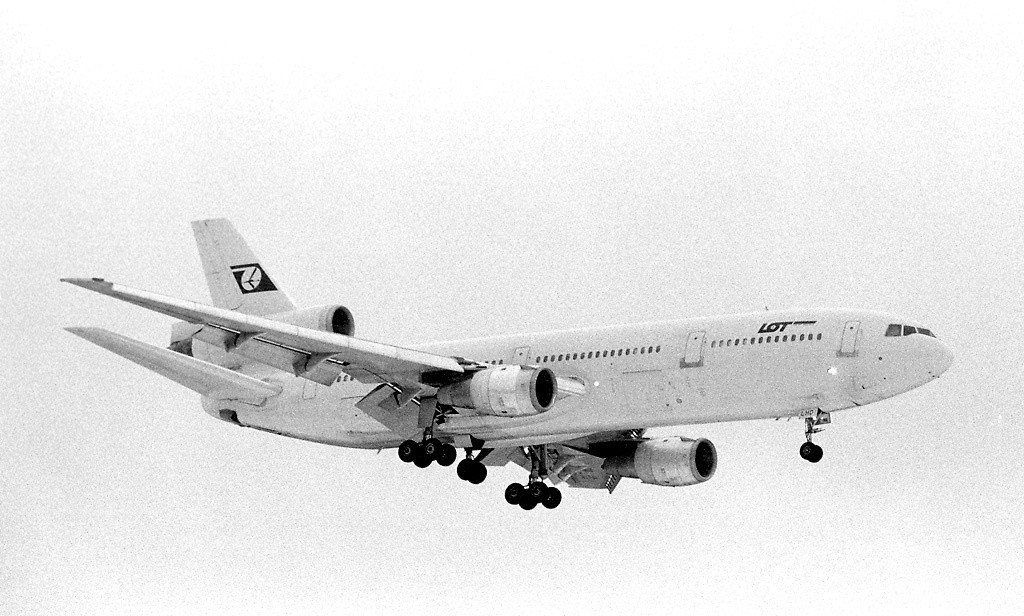
マクドネル・ダグラス DC-10-30
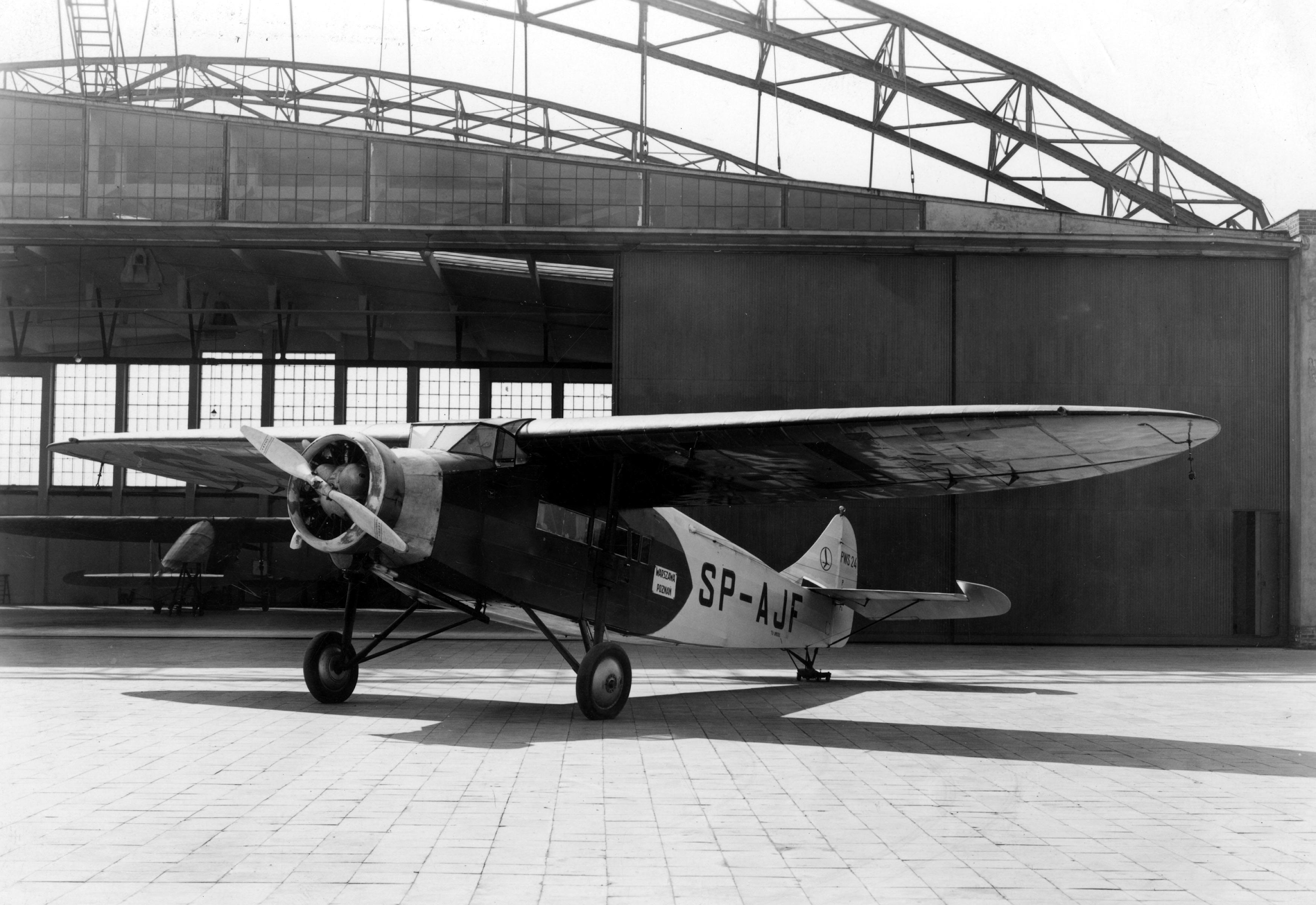
PWS-24
- PZL.4
- PZL.44 ウィッチャー
- シュド・エスト SE.161
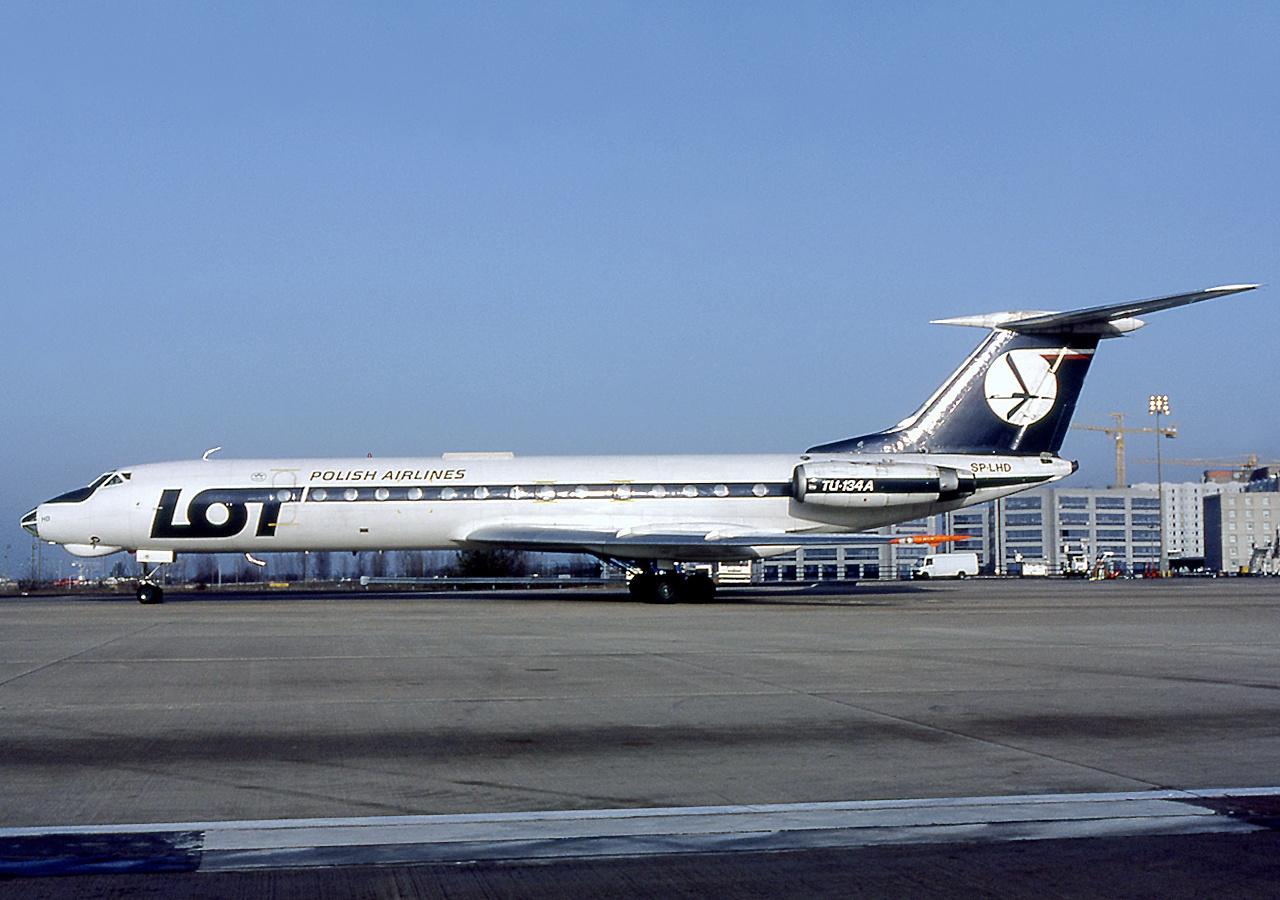
ツポレフ Tu-134
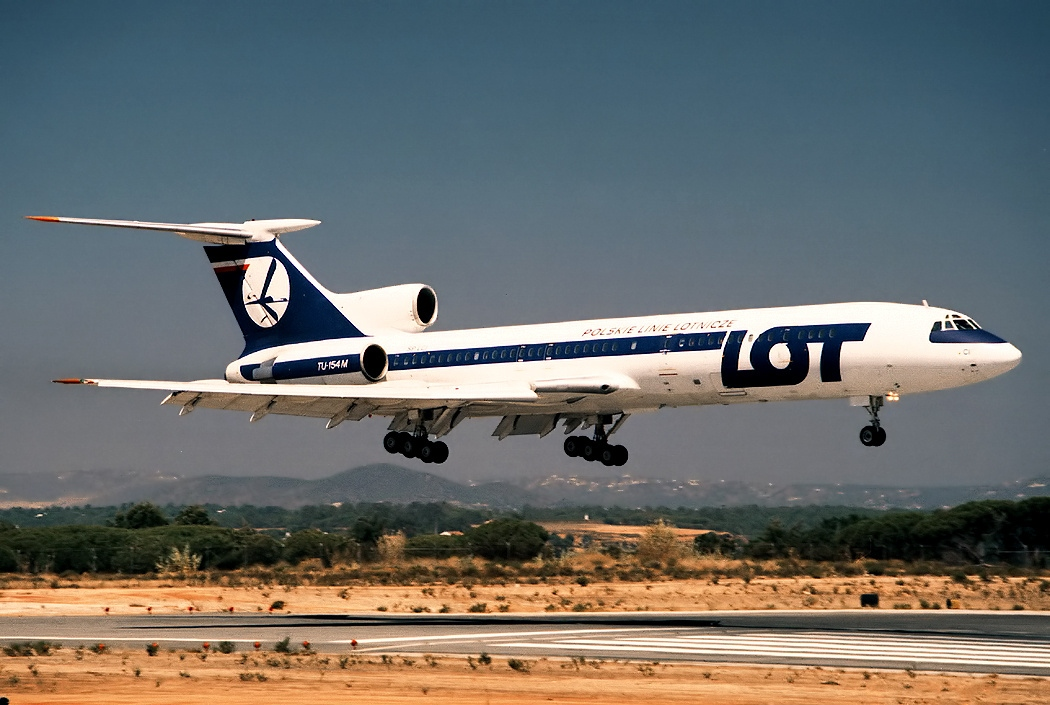
ツポレフ Tu-154
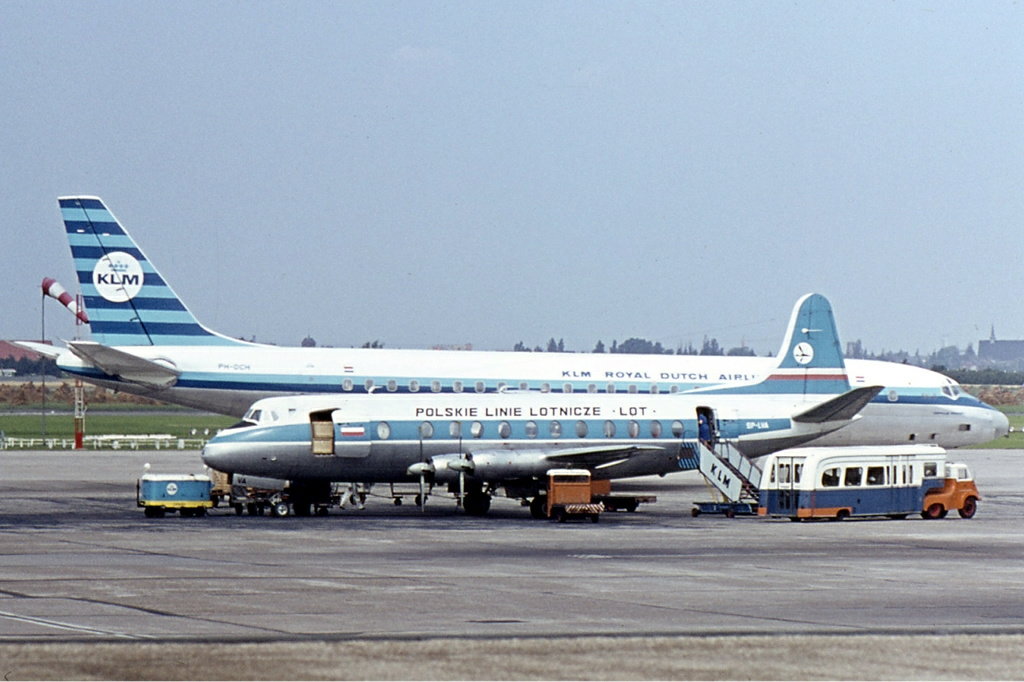
ビッカース バイカウント
- ヤコヴレフ Yak-40

- アントノフ An-24
- アントノフ An-26
- ATR 42-500
- ATR 72
- ボーイング737-300
- ボーイング737-400
- ボーイング737-500
- ボーイング737-500（スターアライアンス塗装）
- ボーイング767-200ER
- ボーイング767-300ER
- ボーイング767-300ER（スターアライアンス塗装）
- ボンバルディア CRJ-900ER
- デ・ハビランド・カナダ DHC-8-Q400
- ダグラス DC-2
- ダグラス DC-8-62
- エンブラエル ERJ 145
- フォッカー F.VII
- イリューシン Il-18
- イリューシン Il-62
- リスノーフ Li-2
- マクドネル・ダグラス DC-10-30
- PWS-24
- ツポレフ Tu-134
- ツポレフ Tu-154
- ビッカース バイカウント

## 就航都市
| LOTポーランド航空 就航都市（2018年3月現在） | LOTポーランド航空 就航都市（2018年3月現在） | LOTポーランド航空 就航都市（2018年3月現在）    | LOTポーランド航空 就航都市（2018年3月現在） | LOTポーランド航空 就航都市（2018年3月現在） |
| ------------------------------------------- | ------------------------------------------- | ---------------------------------------------- | ------------------------------------------- | ------------------------------------------- |
| 国                                          | 都市                                        | 空港                                           | 備考                                        |                                             |
| ヨーロッパ                                  |                                             |                                                |                                             |                                             |
| ポーランド                                  | ワルシャワ                                  | ワルシャワ・ショパン空港                       | ハブ空港                                    |                                             |
| ポーランド                                  | グダニスク                                  | グダニスク・レフ・ヴァウェンサ空港             |                                             |                                             |
| ポーランド                                  | カトヴィツェ                                | カトヴィツェ空港                               |                                             |                                             |
| ポーランド                                  | クラクフ                                    | クラクフ・バリツェ空港                         |                                             |                                             |
| ポーランド                                  | ポズナン                                    | ポズナン・ワヴィツァ空港                       |                                             |                                             |
| ポーランド                                  | ジェシュフ                                  | ジェシュフ・ジャションカ空港                   |                                             |                                             |
| ポーランド                                  | シュチェチン                                | シュチェチン空港                               |                                             |                                             |
| ポーランド                                  | ヴロツワフ                                  | ブロツラフ・コペルニクス空港                   |                                             |                                             |
| オーストリア                                | ウィーン                                    | ウィーン国際空港                               |                                             |                                             |
| ベルギー                                    | ブリュッセル                                | ブリュッセル空港                               |                                             |                                             |
| ベラルーシ                                  | ミンスク                                    | ミンスク第2空港                                |                                             |                                             |
| ブルガリア                                  | ソフィア                                    | ソフィア空港                                   |                                             |                                             |
| スイス                                      | ジュネーブ                                  | ジュネーヴ空港                                 |                                             |                                             |
| スイス                                      | チューリッヒ                                | チューリッヒ空港                               |                                             |                                             |
| キプロス                                    | ラルナカ                                    | ラルナカ国際空港                               |                                             |                                             |
| チェコ                                      | プラハ                                      | ヴァーツラフ・ハヴェル・プラハ国際空港         |                                             |                                             |
| ドイツ                                      | フランクフルト                              | フランクフルト空港                             |                                             |                                             |
| ドイツ                                      | ハンブルク                                  | ハンブルク空港                                 |                                             |                                             |
| ドイツ                                      | デュッセルドルフ                            | デュッセルドルフ空港                           |                                             |                                             |
| ドイツ                                      | ミュンヘン                                  | ミュンヘン空港                                 |                                             |                                             |
| デンマーク                                  | コペンハーゲン                              | コペンハーゲン空港                             |                                             |                                             |
| スペイン                                    | マドリード                                  | アドルフォ・スアレス・マドリード＝バラハス空港 |                                             |                                             |
| エストニア                                  | タリン                                      | タリン空港                                     | 準ハブ空港                                  |                                             |
| フランス                                    | パリ                                        | パリ＝シャルル・ド・ゴール空港                 |                                             |                                             |
| イギリス                                    | ロンドン                                    | ロンドン・ヒースロー空港                       |                                             |                                             |
| ジョージア                                  | トビリシ                                    | トビリシ国際空港                               |                                             |                                             |
| クロアチア                                  | ザグレブ                                    | ザグレブ国際空港                               |                                             |                                             |
| ハンガリー                                  | ブダペスト                                  | リスト・フェレンツ国際空港                     |                                             |                                             |
| イタリア                                    | ミラノ                                      | ミラノ・マルペンサ空港                         |                                             |                                             |
| リトアニア                                  | ヴィリニュス                                | ヴィリニュス国際空港                           |                                             |                                             |
| ラトビア                                    | リガ                                        | リガ国際空港                                   |                                             |                                             |
| モルドバ                                    | キシナウ                                    | キシナウ国際空港                               |                                             |                                             |
| オランダ                                    | アムステルダム                              | アムステルダム・スキポール空港                 |                                             |                                             |
| ポルトガル                                  | リスボン                                    | ウンベルト・デルガード空港                     |                                             |                                             |
| ルーマニア                                  | ブカレスト                                  | アンリ・コアンダ国際空港                       |                                             |                                             |
| ロシア                                      | モスクワ                                    | シェレメーチエヴォ国際空港                     |                                             |                                             |
| ロシア                                      | サンクトペテルブルク                        | プルコヴォ空港                                 |                                             |                                             |
| ロシア                                      | カリーニングラード                          | フラブロヴォ空港                               |                                             |                                             |
| セルビア                                    | ベオグラード                                | ベオグラード・ニコラ・テスラ空港               |                                             |                                             |
| スロベニア                                  | リュブリャナ                                | リュブリャナ空港                               |                                             |                                             |
| スウェーデン                                | ストックホルム                              | ストックホルム・アーランダ空港                 |                                             |                                             |
| トルコ                                      | イスタンブール                              | イスタンブール空港                             |                                             |                                             |
| ウクライナ                                  | キエフ                                      | ボルィースピリ国際空港                         |                                             |                                             |
| ウクライナ                                  | オデッサ                                    | オデッサ国際空港                               |                                             |                                             |
| アイスランド                                | レイキャヴィーク                            | ケプラヴィーク国際空港                         | [ 13 ]                                      |                                             |
| 北アメリカ                                  |                                             |                                                |                                             |                                             |
| カナダ                                      | トロント                                    | トロント・ピアソン国際空港                     |                                             |                                             |
| アメリカ合衆国                              | ニューヨーク                                | ジョン・F・ケネディ国際空港                    |                                             |                                             |
| アメリカ合衆国                              | ニューアーク                                | ニューアーク・リバティー国際空港               |                                             |                                             |
| アメリカ合衆国                              | シカゴ                                      | シカゴ・オヘア国際空港                         |                                             |                                             |
| アジア                                      |                                             |                                                |                                             |                                             |
| 日本                                        | 東京                                        | 成田国際空港                                   |                                             |                                             |
| 韓国                                        | ソウル                                      | 仁川国際空港                                   |                                             |                                             |
| 中国                                        | 北京                                        | 北京首都国際空港                               |                                             |                                             |
| イスラエル                                  | テルアビブ                                  | ベン・グリオン国際空港                         |                                             |                                             |
| レバノン                                    | ベイルート                                  | ラフィク・ハリリ国際空港                       |                                             |                                             |
| シンガポール                                | シンガポール                                | シンガポール・チャンギ国際空港                 |                                             |                                             |

## 日本との関係

### 日本への運航便
機種や運航日などの情報は公式サイトを参照。
| 便名    | 路線       | 路線      | 機材                                | 運航本数                                         |
| ------- | ---------- | --------- | ----------------------------------- | ------------------------------------------------ |
| LO79/80 | ワルシャワ | 東京/成田 | - ボーイング787-8 - ボーイング787-9 | 夏ダイヤ期間は毎日運航。 冬ダイヤ期間は週3-4便。 |

### 日本との歴史
- 2016年1月13日、東京/成田-ワルシャワ線に就航[14]。
- 2020年3月中旬から、新型コロナウイルス感染拡大のため日本線を休止[15]。
- 2020年5月15日から、東京/成田-ワルシャワ線で旅客機を使用した貨物便を運航[16]。日本航空が日本総代理店を務める。
- 2020年7月5日から、東京/成田-ワルシャワ線で旅客便の運航を再開[17]。一部便に限って、乗務員交代のためヌルスルタンを経由した。
- 2021年1月24日をもって、旅客需要のさらなる低迷を理由として東京/成田-ワルシャワ線を運休[18]。
- 2021年3月5日より、東京/成田-ワルシャワ線の運航を再開[18]。
- 2022年3月18日より、東京/成田-ワルシャワ線の運航を再開。ロシア迂回ルートで運航し、所要時間が大幅に増加した[19]。
- 2022年4月7日、ウクライナ避難民のポーランドから日本への渡航を支援するため、日本政府が一部座席を借り上げると発表。
- 2028年までに、機材拡大に伴い新規20都市に就航する計画を発表した。関西国際空港も候補の一つ[20]。

## サービス

### Miles & More
マイレージサービスはルフトハンザドイツ航空の運営する「Miles & More」に参加している。

### ポロネーズ ラウンジ
LOTポーランド航空は、PPL（ポーランド州の空港）と協力して、ワルシャワ・ショパン空港で、「ポロネーズ」（Polonez）ビジネスクラスラウンジ（空港ラウンジ）を、運営している。ラウンジは、LOTポーランド航空またはスターアライアンス所属の航空会社のビジネスクラスチケットの旅行者、スターアライアンス「ゴールド」会員（例えばMiles&Moreのセネター・ステータスなど）やポーランド国家空港当局の「Good Start」プログラム会員は、利用できる。
2010年にリニューアルを実施した。ビジネス会議施設、インターネットアクセス、ワークスペース、ローカル・国内・外国メディア（新聞、テレビ）、アップルiPadアクセスなどのサービスが提供される。
営業時間は、LOTポーランド航空のフライトスケジュールに従って調整している。
ラウンジはワルシャワ・ショパン空港のターミナルAに位置している。セキュリティチェック後のシェンゲンゾーン内の出発ラウンジ上の1階から階段とエレベーターでアクセス可能である。

## 子会社
LOTは1997年7月1日に設立されたユーロLOT (EuroLOT) を2015年3月まで子会社として持っていた。2005年には格安航空会社のセントラルウィングスを設立したが、2009年3月に運航を停止した。

## 主な事故
- LOTポーランド航空7便墜落事故（英語版）(1980年3月14日)
- LOTポーランド航空5055便墜落事故(1987年5月9日)
- LOTポーランド航空703便墜落事故（英語版）(1988年11月2日)
- LOTポーランド航空16便胴体着陸事故(2011年11月1日)